# Halvslaviskt parti
Den här artikeln använder algebraisk schacknotation för att beskriva schackdragen.
Halvslaviskt parti är en schacköppning som karaktäriseras av att svart placerar bönder på c6, d5 och e6 som att svar på damgambit. Den kan definieras som den ställning som uppkommer efter följande drag (andra dragföljder är möjliga):
1. d4 d5
2. c4 c6
3. Sf3 Sf6
4. Sc3 e6
Halvslaviskt kan ses som en hybrid av slaviskt parti (där svart spelar 2...c6) och avböjd damgambit (där svart spelar 2...e6). Det är en vanlig öppning med omfattande öppningsteori.

## Varianter
Svart hotar att ta bonden på c4 och behålla den med ...b5 etc. Vit vanligaste sätt att bemöta detta är:
- Gardera bonden med 5.e3 vilket har nackdelen att det stänger in vits svartfältslöpare.
- Offra bonden med 5.Lg5 vilket kan leda till mycket skarpt spel.

Andra, ovanligare, drag från vit är: 
- Byta av bonden med 5.cxd5. Efter 5...exd5 leder detta till avbytesvarianten i avböjd damgambit där svart har fått sin löpare på c8 befriad och har lika spel.
- Spela 5.g3 vilket leder till varianter som påminner om katalanskt parti.
- Försvara bonden med 5.Db3 eller 5.Dd3.

### 5.e3
Efter 5.e3 spelar svart vanligen 5...Sbd7 och nu leder 6.Ld3 till den så kallade Meranervarianten.
Vit kan också spela 6.Dc2 för att avvakta att svart ska slå på c4 innan han utvecklar löparen (anti-meraner).

#### Meranervarianten (6.Ld3)
|   | a | b | c | d | e | f | g | h |   |
| 8 | a8 svart torn · c8 svart löpare · d8 svart drottning · e8 svart kung · f8 svart löpare · h8 svart torn · a7 svart bonde · d7 svart springare · f7 svart bonde · g7 svart bonde · h7 svart bonde · c6 svart bonde · e6 svart bonde · f6 svart springare · b5 svart bonde · d4 vit bonde · c3 vit springare · d3 vit löpare · e3 vit bonde · f3 vit springare · a2 vit bonde · b2 vit bonde · f2 vit bonde · g2 vit bonde · h2 vit bonde · a1 vit torn · c1 vit löpare · d1 vit drottning · e1 vit kung · h1 vit torn | a8 svart torn · c8 svart löpare · d8 svart drottning · e8 svart kung · f8 svart löpare · h8 svart torn · a7 svart bonde · d7 svart springare · f7 svart bonde · g7 svart bonde · h7 svart bonde · c6 svart bonde · e6 svart bonde · f6 svart springare · b5 svart bonde · d4 vit bonde · c3 vit springare · d3 vit löpare · e3 vit bonde · f3 vit springare · a2 vit bonde · b2 vit bonde · f2 vit bonde · g2 vit bonde · h2 vit bonde · a1 vit torn · c1 vit löpare · d1 vit drottning · e1 vit kung · h1 vit torn | a8 svart torn · c8 svart löpare · d8 svart drottning · e8 svart kung · f8 svart löpare · h8 svart torn · a7 svart bonde · d7 svart springare · f7 svart bonde · g7 svart bonde · h7 svart bonde · c6 svart bonde · e6 svart bonde · f6 svart springare · b5 svart bonde · d4 vit bonde · c3 vit springare · d3 vit löpare · e3 vit bonde · f3 vit springare · a2 vit bonde · b2 vit bonde · f2 vit bonde · g2 vit bonde · h2 vit bonde · a1 vit torn · c1 vit löpare · d1 vit drottning · e1 vit kung · h1 vit torn | a8 svart torn · c8 svart löpare · d8 svart drottning · e8 svart kung · f8 svart löpare · h8 svart torn · a7 svart bonde · d7 svart springare · f7 svart bonde · g7 svart bonde · h7 svart bonde · c6 svart bonde · e6 svart bonde · f6 svart springare · b5 svart bonde · d4 vit bonde · c3 vit springare · d3 vit löpare · e3 vit bonde · f3 vit springare · a2 vit bonde · b2 vit bonde · f2 vit bonde · g2 vit bonde · h2 vit bonde · a1 vit torn · c1 vit löpare · d1 vit drottning · e1 vit kung · h1 vit torn | a8 svart torn · c8 svart löpare · d8 svart drottning · e8 svart kung · f8 svart löpare · h8 svart torn · a7 svart bonde · d7 svart springare · f7 svart bonde · g7 svart bonde · h7 svart bonde · c6 svart bonde · e6 svart bonde · f6 svart springare · b5 svart bonde · d4 vit bonde · c3 vit springare · d3 vit löpare · e3 vit bonde · f3 vit springare · a2 vit bonde · b2 vit bonde · f2 vit bonde · g2 vit bonde · h2 vit bonde · a1 vit torn · c1 vit löpare · d1 vit drottning · e1 vit kung · h1 vit torn | a8 svart torn · c8 svart löpare · d8 svart drottning · e8 svart kung · f8 svart löpare · h8 svart torn · a7 svart bonde · d7 svart springare · f7 svart bonde · g7 svart bonde · h7 svart bonde · c6 svart bonde · e6 svart bonde · f6 svart springare · b5 svart bonde · d4 vit bonde · c3 vit springare · d3 vit löpare · e3 vit bonde · f3 vit springare · a2 vit bonde · b2 vit bonde · f2 vit bonde · g2 vit bonde · h2 vit bonde · a1 vit torn · c1 vit löpare · d1 vit drottning · e1 vit kung · h1 vit torn | a8 svart torn · c8 svart löpare · d8 svart drottning · e8 svart kung · f8 svart löpare · h8 svart torn · a7 svart bonde · d7 svart springare · f7 svart bonde · g7 svart bonde · h7 svart bonde · c6 svart bonde · e6 svart bonde · f6 svart springare · b5 svart bonde · d4 vit bonde · c3 vit springare · d3 vit löpare · e3 vit bonde · f3 vit springare · a2 vit bonde · b2 vit bonde · f2 vit bonde · g2 vit bonde · h2 vit bonde · a1 vit torn · c1 vit löpare · d1 vit drottning · e1 vit kung · h1 vit torn | a8 svart torn · c8 svart löpare · d8 svart drottning · e8 svart kung · f8 svart löpare · h8 svart torn · a7 svart bonde · d7 svart springare · f7 svart bonde · g7 svart bonde · h7 svart bonde · c6 svart bonde · e6 svart bonde · f6 svart springare · b5 svart bonde · d4 vit bonde · c3 vit springare · d3 vit löpare · e3 vit bonde · f3 vit springare · a2 vit bonde · b2 vit bonde · f2 vit bonde · g2 vit bonde · h2 vit bonde · a1 vit torn · c1 vit löpare · d1 vit drottning · e1 vit kung · h1 vit torn | 8 |
| 7 | a8 svart torn · c8 svart löpare · d8 svart drottning · e8 svart kung · f8 svart löpare · h8 svart torn · a7 svart bonde · d7 svart springare · f7 svart bonde · g7 svart bonde · h7 svart bonde · c6 svart bonde · e6 svart bonde · f6 svart springare · b5 svart bonde · d4 vit bonde · c3 vit springare · d3 vit löpare · e3 vit bonde · f3 vit springare · a2 vit bonde · b2 vit bonde · f2 vit bonde · g2 vit bonde · h2 vit bonde · a1 vit torn · c1 vit löpare · d1 vit drottning · e1 vit kung · h1 vit torn | a8 svart torn · c8 svart löpare · d8 svart drottning · e8 svart kung · f8 svart löpare · h8 svart torn · a7 svart bonde · d7 svart springare · f7 svart bonde · g7 svart bonde · h7 svart bonde · c6 svart bonde · e6 svart bonde · f6 svart springare · b5 svart bonde · d4 vit bonde · c3 vit springare · d3 vit löpare · e3 vit bonde · f3 vit springare · a2 vit bonde · b2 vit bonde · f2 vit bonde · g2 vit bonde · h2 vit bonde · a1 vit torn · c1 vit löpare · d1 vit drottning · e1 vit kung · h1 vit torn | a8 svart torn · c8 svart löpare · d8 svart drottning · e8 svart kung · f8 svart löpare · h8 svart torn · a7 svart bonde · d7 svart springare · f7 svart bonde · g7 svart bonde · h7 svart bonde · c6 svart bonde · e6 svart bonde · f6 svart springare · b5 svart bonde · d4 vit bonde · c3 vit springare · d3 vit löpare · e3 vit bonde · f3 vit springare · a2 vit bonde · b2 vit bonde · f2 vit bonde · g2 vit bonde · h2 vit bonde · a1 vit torn · c1 vit löpare · d1 vit drottning · e1 vit kung · h1 vit torn | a8 svart torn · c8 svart löpare · d8 svart drottning · e8 svart kung · f8 svart löpare · h8 svart torn · a7 svart bonde · d7 svart springare · f7 svart bonde · g7 svart bonde · h7 svart bonde · c6 svart bonde · e6 svart bonde · f6 svart springare · b5 svart bonde · d4 vit bonde · c3 vit springare · d3 vit löpare · e3 vit bonde · f3 vit springare · a2 vit bonde · b2 vit bonde · f2 vit bonde · g2 vit bonde · h2 vit bonde · a1 vit torn · c1 vit löpare · d1 vit drottning · e1 vit kung · h1 vit torn | a8 svart torn · c8 svart löpare · d8 svart drottning · e8 svart kung · f8 svart löpare · h8 svart torn · a7 svart bonde · d7 svart springare · f7 svart bonde · g7 svart bonde · h7 svart bonde · c6 svart bonde · e6 svart bonde · f6 svart springare · b5 svart bonde · d4 vit bonde · c3 vit springare · d3 vit löpare · e3 vit bonde · f3 vit springare · a2 vit bonde · b2 vit bonde · f2 vit bonde · g2 vit bonde · h2 vit bonde · a1 vit torn · c1 vit löpare · d1 vit drottning · e1 vit kung · h1 vit torn | a8 svart torn · c8 svart löpare · d8 svart drottning · e8 svart kung · f8 svart löpare · h8 svart torn · a7 svart bonde · d7 svart springare · f7 svart bonde · g7 svart bonde · h7 svart bonde · c6 svart bonde · e6 svart bonde · f6 svart springare · b5 svart bonde · d4 vit bonde · c3 vit springare · d3 vit löpare · e3 vit bonde · f3 vit springare · a2 vit bonde · b2 vit bonde · f2 vit bonde · g2 vit bonde · h2 vit bonde · a1 vit torn · c1 vit löpare · d1 vit drottning · e1 vit kung · h1 vit torn | a8 svart torn · c8 svart löpare · d8 svart drottning · e8 svart kung · f8 svart löpare · h8 svart torn · a7 svart bonde · d7 svart springare · f7 svart bonde · g7 svart bonde · h7 svart bonde · c6 svart bonde · e6 svart bonde · f6 svart springare · b5 svart bonde · d4 vit bonde · c3 vit springare · d3 vit löpare · e3 vit bonde · f3 vit springare · a2 vit bonde · b2 vit bonde · f2 vit bonde · g2 vit bonde · h2 vit bonde · a1 vit torn · c1 vit löpare · d1 vit drottning · e1 vit kung · h1 vit torn | a8 svart torn · c8 svart löpare · d8 svart drottning · e8 svart kung · f8 svart löpare · h8 svart torn · a7 svart bonde · d7 svart springare · f7 svart bonde · g7 svart bonde · h7 svart bonde · c6 svart bonde · e6 svart bonde · f6 svart springare · b5 svart bonde · d4 vit bonde · c3 vit springare · d3 vit löpare · e3 vit bonde · f3 vit springare · a2 vit bonde · b2 vit bonde · f2 vit bonde · g2 vit bonde · h2 vit bonde · a1 vit torn · c1 vit löpare · d1 vit drottning · e1 vit kung · h1 vit torn | 7 |
| 6 | a8 svart torn · c8 svart löpare · d8 svart drottning · e8 svart kung · f8 svart löpare · h8 svart torn · a7 svart bonde · d7 svart springare · f7 svart bonde · g7 svart bonde · h7 svart bonde · c6 svart bonde · e6 svart bonde · f6 svart springare · b5 svart bonde · d4 vit bonde · c3 vit springare · d3 vit löpare · e3 vit bonde · f3 vit springare · a2 vit bonde · b2 vit bonde · f2 vit bonde · g2 vit bonde · h2 vit bonde · a1 vit torn · c1 vit löpare · d1 vit drottning · e1 vit kung · h1 vit torn | a8 svart torn · c8 svart löpare · d8 svart drottning · e8 svart kung · f8 svart löpare · h8 svart torn · a7 svart bonde · d7 svart springare · f7 svart bonde · g7 svart bonde · h7 svart bonde · c6 svart bonde · e6 svart bonde · f6 svart springare · b5 svart bonde · d4 vit bonde · c3 vit springare · d3 vit löpare · e3 vit bonde · f3 vit springare · a2 vit bonde · b2 vit bonde · f2 vit bonde · g2 vit bonde · h2 vit bonde · a1 vit torn · c1 vit löpare · d1 vit drottning · e1 vit kung · h1 vit torn | a8 svart torn · c8 svart löpare · d8 svart drottning · e8 svart kung · f8 svart löpare · h8 svart torn · a7 svart bonde · d7 svart springare · f7 svart bonde · g7 svart bonde · h7 svart bonde · c6 svart bonde · e6 svart bonde · f6 svart springare · b5 svart bonde · d4 vit bonde · c3 vit springare · d3 vit löpare · e3 vit bonde · f3 vit springare · a2 vit bonde · b2 vit bonde · f2 vit bonde · g2 vit bonde · h2 vit bonde · a1 vit torn · c1 vit löpare · d1 vit drottning · e1 vit kung · h1 vit torn | a8 svart torn · c8 svart löpare · d8 svart drottning · e8 svart kung · f8 svart löpare · h8 svart torn · a7 svart bonde · d7 svart springare · f7 svart bonde · g7 svart bonde · h7 svart bonde · c6 svart bonde · e6 svart bonde · f6 svart springare · b5 svart bonde · d4 vit bonde · c3 vit springare · d3 vit löpare · e3 vit bonde · f3 vit springare · a2 vit bonde · b2 vit bonde · f2 vit bonde · g2 vit bonde · h2 vit bonde · a1 vit torn · c1 vit löpare · d1 vit drottning · e1 vit kung · h1 vit torn | a8 svart torn · c8 svart löpare · d8 svart drottning · e8 svart kung · f8 svart löpare · h8 svart torn · a7 svart bonde · d7 svart springare · f7 svart bonde · g7 svart bonde · h7 svart bonde · c6 svart bonde · e6 svart bonde · f6 svart springare · b5 svart bonde · d4 vit bonde · c3 vit springare · d3 vit löpare · e3 vit bonde · f3 vit springare · a2 vit bonde · b2 vit bonde · f2 vit bonde · g2 vit bonde · h2 vit bonde · a1 vit torn · c1 vit löpare · d1 vit drottning · e1 vit kung · h1 vit torn | a8 svart torn · c8 svart löpare · d8 svart drottning · e8 svart kung · f8 svart löpare · h8 svart torn · a7 svart bonde · d7 svart springare · f7 svart bonde · g7 svart bonde · h7 svart bonde · c6 svart bonde · e6 svart bonde · f6 svart springare · b5 svart bonde · d4 vit bonde · c3 vit springare · d3 vit löpare · e3 vit bonde · f3 vit springare · a2 vit bonde · b2 vit bonde · f2 vit bonde · g2 vit bonde · h2 vit bonde · a1 vit torn · c1 vit löpare · d1 vit drottning · e1 vit kung · h1 vit torn | a8 svart torn · c8 svart löpare · d8 svart drottning · e8 svart kung · f8 svart löpare · h8 svart torn · a7 svart bonde · d7 svart springare · f7 svart bonde · g7 svart bonde · h7 svart bonde · c6 svart bonde · e6 svart bonde · f6 svart springare · b5 svart bonde · d4 vit bonde · c3 vit springare · d3 vit löpare · e3 vit bonde · f3 vit springare · a2 vit bonde · b2 vit bonde · f2 vit bonde · g2 vit bonde · h2 vit bonde · a1 vit torn · c1 vit löpare · d1 vit drottning · e1 vit kung · h1 vit torn | a8 svart torn · c8 svart löpare · d8 svart drottning · e8 svart kung · f8 svart löpare · h8 svart torn · a7 svart bonde · d7 svart springare · f7 svart bonde · g7 svart bonde · h7 svart bonde · c6 svart bonde · e6 svart bonde · f6 svart springare · b5 svart bonde · d4 vit bonde · c3 vit springare · d3 vit löpare · e3 vit bonde · f3 vit springare · a2 vit bonde · b2 vit bonde · f2 vit bonde · g2 vit bonde · h2 vit bonde · a1 vit torn · c1 vit löpare · d1 vit drottning · e1 vit kung · h1 vit torn | 6 |
| 5 | a8 svart torn · c8 svart löpare · d8 svart drottning · e8 svart kung · f8 svart löpare · h8 svart torn · a7 svart bonde · d7 svart springare · f7 svart bonde · g7 svart bonde · h7 svart bonde · c6 svart bonde · e6 svart bonde · f6 svart springare · b5 svart bonde · d4 vit bonde · c3 vit springare · d3 vit löpare · e3 vit bonde · f3 vit springare · a2 vit bonde · b2 vit bonde · f2 vit bonde · g2 vit bonde · h2 vit bonde · a1 vit torn · c1 vit löpare · d1 vit drottning · e1 vit kung · h1 vit torn | a8 svart torn · c8 svart löpare · d8 svart drottning · e8 svart kung · f8 svart löpare · h8 svart torn · a7 svart bonde · d7 svart springare · f7 svart bonde · g7 svart bonde · h7 svart bonde · c6 svart bonde · e6 svart bonde · f6 svart springare · b5 svart bonde · d4 vit bonde · c3 vit springare · d3 vit löpare · e3 vit bonde · f3 vit springare · a2 vit bonde · b2 vit bonde · f2 vit bonde · g2 vit bonde · h2 vit bonde · a1 vit torn · c1 vit löpare · d1 vit drottning · e1 vit kung · h1 vit torn | a8 svart torn · c8 svart löpare · d8 svart drottning · e8 svart kung · f8 svart löpare · h8 svart torn · a7 svart bonde · d7 svart springare · f7 svart bonde · g7 svart bonde · h7 svart bonde · c6 svart bonde · e6 svart bonde · f6 svart springare · b5 svart bonde · d4 vit bonde · c3 vit springare · d3 vit löpare · e3 vit bonde · f3 vit springare · a2 vit bonde · b2 vit bonde · f2 vit bonde · g2 vit bonde · h2 vit bonde · a1 vit torn · c1 vit löpare · d1 vit drottning · e1 vit kung · h1 vit torn | a8 svart torn · c8 svart löpare · d8 svart drottning · e8 svart kung · f8 svart löpare · h8 svart torn · a7 svart bonde · d7 svart springare · f7 svart bonde · g7 svart bonde · h7 svart bonde · c6 svart bonde · e6 svart bonde · f6 svart springare · b5 svart bonde · d4 vit bonde · c3 vit springare · d3 vit löpare · e3 vit bonde · f3 vit springare · a2 vit bonde · b2 vit bonde · f2 vit bonde · g2 vit bonde · h2 vit bonde · a1 vit torn · c1 vit löpare · d1 vit drottning · e1 vit kung · h1 vit torn | a8 svart torn · c8 svart löpare · d8 svart drottning · e8 svart kung · f8 svart löpare · h8 svart torn · a7 svart bonde · d7 svart springare · f7 svart bonde · g7 svart bonde · h7 svart bonde · c6 svart bonde · e6 svart bonde · f6 svart springare · b5 svart bonde · d4 vit bonde · c3 vit springare · d3 vit löpare · e3 vit bonde · f3 vit springare · a2 vit bonde · b2 vit bonde · f2 vit bonde · g2 vit bonde · h2 vit bonde · a1 vit torn · c1 vit löpare · d1 vit drottning · e1 vit kung · h1 vit torn | a8 svart torn · c8 svart löpare · d8 svart drottning · e8 svart kung · f8 svart löpare · h8 svart torn · a7 svart bonde · d7 svart springare · f7 svart bonde · g7 svart bonde · h7 svart bonde · c6 svart bonde · e6 svart bonde · f6 svart springare · b5 svart bonde · d4 vit bonde · c3 vit springare · d3 vit löpare · e3 vit bonde · f3 vit springare · a2 vit bonde · b2 vit bonde · f2 vit bonde · g2 vit bonde · h2 vit bonde · a1 vit torn · c1 vit löpare · d1 vit drottning · e1 vit kung · h1 vit torn | a8 svart torn · c8 svart löpare · d8 svart drottning · e8 svart kung · f8 svart löpare · h8 svart torn · a7 svart bonde · d7 svart springare · f7 svart bonde · g7 svart bonde · h7 svart bonde · c6 svart bonde · e6 svart bonde · f6 svart springare · b5 svart bonde · d4 vit bonde · c3 vit springare · d3 vit löpare · e3 vit bonde · f3 vit springare · a2 vit bonde · b2 vit bonde · f2 vit bonde · g2 vit bonde · h2 vit bonde · a1 vit torn · c1 vit löpare · d1 vit drottning · e1 vit kung · h1 vit torn | a8 svart torn · c8 svart löpare · d8 svart drottning · e8 svart kung · f8 svart löpare · h8 svart torn · a7 svart bonde · d7 svart springare · f7 svart bonde · g7 svart bonde · h7 svart bonde · c6 svart bonde · e6 svart bonde · f6 svart springare · b5 svart bonde · d4 vit bonde · c3 vit springare · d3 vit löpare · e3 vit bonde · f3 vit springare · a2 vit bonde · b2 vit bonde · f2 vit bonde · g2 vit bonde · h2 vit bonde · a1 vit torn · c1 vit löpare · d1 vit drottning · e1 vit kung · h1 vit torn | 5 |
| 4 | a8 svart torn · c8 svart löpare · d8 svart drottning · e8 svart kung · f8 svart löpare · h8 svart torn · a7 svart bonde · d7 svart springare · f7 svart bonde · g7 svart bonde · h7 svart bonde · c6 svart bonde · e6 svart bonde · f6 svart springare · b5 svart bonde · d4 vit bonde · c3 vit springare · d3 vit löpare · e3 vit bonde · f3 vit springare · a2 vit bonde · b2 vit bonde · f2 vit bonde · g2 vit bonde · h2 vit bonde · a1 vit torn · c1 vit löpare · d1 vit drottning · e1 vit kung · h1 vit torn | a8 svart torn · c8 svart löpare · d8 svart drottning · e8 svart kung · f8 svart löpare · h8 svart torn · a7 svart bonde · d7 svart springare · f7 svart bonde · g7 svart bonde · h7 svart bonde · c6 svart bonde · e6 svart bonde · f6 svart springare · b5 svart bonde · d4 vit bonde · c3 vit springare · d3 vit löpare · e3 vit bonde · f3 vit springare · a2 vit bonde · b2 vit bonde · f2 vit bonde · g2 vit bonde · h2 vit bonde · a1 vit torn · c1 vit löpare · d1 vit drottning · e1 vit kung · h1 vit torn | a8 svart torn · c8 svart löpare · d8 svart drottning · e8 svart kung · f8 svart löpare · h8 svart torn · a7 svart bonde · d7 svart springare · f7 svart bonde · g7 svart bonde · h7 svart bonde · c6 svart bonde · e6 svart bonde · f6 svart springare · b5 svart bonde · d4 vit bonde · c3 vit springare · d3 vit löpare · e3 vit bonde · f3 vit springare · a2 vit bonde · b2 vit bonde · f2 vit bonde · g2 vit bonde · h2 vit bonde · a1 vit torn · c1 vit löpare · d1 vit drottning · e1 vit kung · h1 vit torn | a8 svart torn · c8 svart löpare · d8 svart drottning · e8 svart kung · f8 svart löpare · h8 svart torn · a7 svart bonde · d7 svart springare · f7 svart bonde · g7 svart bonde · h7 svart bonde · c6 svart bonde · e6 svart bonde · f6 svart springare · b5 svart bonde · d4 vit bonde · c3 vit springare · d3 vit löpare · e3 vit bonde · f3 vit springare · a2 vit bonde · b2 vit bonde · f2 vit bonde · g2 vit bonde · h2 vit bonde · a1 vit torn · c1 vit löpare · d1 vit drottning · e1 vit kung · h1 vit torn | a8 svart torn · c8 svart löpare · d8 svart drottning · e8 svart kung · f8 svart löpare · h8 svart torn · a7 svart bonde · d7 svart springare · f7 svart bonde · g7 svart bonde · h7 svart bonde · c6 svart bonde · e6 svart bonde · f6 svart springare · b5 svart bonde · d4 vit bonde · c3 vit springare · d3 vit löpare · e3 vit bonde · f3 vit springare · a2 vit bonde · b2 vit bonde · f2 vit bonde · g2 vit bonde · h2 vit bonde · a1 vit torn · c1 vit löpare · d1 vit drottning · e1 vit kung · h1 vit torn | a8 svart torn · c8 svart löpare · d8 svart drottning · e8 svart kung · f8 svart löpare · h8 svart torn · a7 svart bonde · d7 svart springare · f7 svart bonde · g7 svart bonde · h7 svart bonde · c6 svart bonde · e6 svart bonde · f6 svart springare · b5 svart bonde · d4 vit bonde · c3 vit springare · d3 vit löpare · e3 vit bonde · f3 vit springare · a2 vit bonde · b2 vit bonde · f2 vit bonde · g2 vit bonde · h2 vit bonde · a1 vit torn · c1 vit löpare · d1 vit drottning · e1 vit kung · h1 vit torn | a8 svart torn · c8 svart löpare · d8 svart drottning · e8 svart kung · f8 svart löpare · h8 svart torn · a7 svart bonde · d7 svart springare · f7 svart bonde · g7 svart bonde · h7 svart bonde · c6 svart bonde · e6 svart bonde · f6 svart springare · b5 svart bonde · d4 vit bonde · c3 vit springare · d3 vit löpare · e3 vit bonde · f3 vit springare · a2 vit bonde · b2 vit bonde · f2 vit bonde · g2 vit bonde · h2 vit bonde · a1 vit torn · c1 vit löpare · d1 vit drottning · e1 vit kung · h1 vit torn | a8 svart torn · c8 svart löpare · d8 svart drottning · e8 svart kung · f8 svart löpare · h8 svart torn · a7 svart bonde · d7 svart springare · f7 svart bonde · g7 svart bonde · h7 svart bonde · c6 svart bonde · e6 svart bonde · f6 svart springare · b5 svart bonde · d4 vit bonde · c3 vit springare · d3 vit löpare · e3 vit bonde · f3 vit springare · a2 vit bonde · b2 vit bonde · f2 vit bonde · g2 vit bonde · h2 vit bonde · a1 vit torn · c1 vit löpare · d1 vit drottning · e1 vit kung · h1 vit torn | 4 |
| 3 | a8 svart torn · c8 svart löpare · d8 svart drottning · e8 svart kung · f8 svart löpare · h8 svart torn · a7 svart bonde · d7 svart springare · f7 svart bonde · g7 svart bonde · h7 svart bonde · c6 svart bonde · e6 svart bonde · f6 svart springare · b5 svart bonde · d4 vit bonde · c3 vit springare · d3 vit löpare · e3 vit bonde · f3 vit springare · a2 vit bonde · b2 vit bonde · f2 vit bonde · g2 vit bonde · h2 vit bonde · a1 vit torn · c1 vit löpare · d1 vit drottning · e1 vit kung · h1 vit torn | a8 svart torn · c8 svart löpare · d8 svart drottning · e8 svart kung · f8 svart löpare · h8 svart torn · a7 svart bonde · d7 svart springare · f7 svart bonde · g7 svart bonde · h7 svart bonde · c6 svart bonde · e6 svart bonde · f6 svart springare · b5 svart bonde · d4 vit bonde · c3 vit springare · d3 vit löpare · e3 vit bonde · f3 vit springare · a2 vit bonde · b2 vit bonde · f2 vit bonde · g2 vit bonde · h2 vit bonde · a1 vit torn · c1 vit löpare · d1 vit drottning · e1 vit kung · h1 vit torn | a8 svart torn · c8 svart löpare · d8 svart drottning · e8 svart kung · f8 svart löpare · h8 svart torn · a7 svart bonde · d7 svart springare · f7 svart bonde · g7 svart bonde · h7 svart bonde · c6 svart bonde · e6 svart bonde · f6 svart springare · b5 svart bonde · d4 vit bonde · c3 vit springare · d3 vit löpare · e3 vit bonde · f3 vit springare · a2 vit bonde · b2 vit bonde · f2 vit bonde · g2 vit bonde · h2 vit bonde · a1 vit torn · c1 vit löpare · d1 vit drottning · e1 vit kung · h1 vit torn | a8 svart torn · c8 svart löpare · d8 svart drottning · e8 svart kung · f8 svart löpare · h8 svart torn · a7 svart bonde · d7 svart springare · f7 svart bonde · g7 svart bonde · h7 svart bonde · c6 svart bonde · e6 svart bonde · f6 svart springare · b5 svart bonde · d4 vit bonde · c3 vit springare · d3 vit löpare · e3 vit bonde · f3 vit springare · a2 vit bonde · b2 vit bonde · f2 vit bonde · g2 vit bonde · h2 vit bonde · a1 vit torn · c1 vit löpare · d1 vit drottning · e1 vit kung · h1 vit torn | a8 svart torn · c8 svart löpare · d8 svart drottning · e8 svart kung · f8 svart löpare · h8 svart torn · a7 svart bonde · d7 svart springare · f7 svart bonde · g7 svart bonde · h7 svart bonde · c6 svart bonde · e6 svart bonde · f6 svart springare · b5 svart bonde · d4 vit bonde · c3 vit springare · d3 vit löpare · e3 vit bonde · f3 vit springare · a2 vit bonde · b2 vit bonde · f2 vit bonde · g2 vit bonde · h2 vit bonde · a1 vit torn · c1 vit löpare · d1 vit drottning · e1 vit kung · h1 vit torn | a8 svart torn · c8 svart löpare · d8 svart drottning · e8 svart kung · f8 svart löpare · h8 svart torn · a7 svart bonde · d7 svart springare · f7 svart bonde · g7 svart bonde · h7 svart bonde · c6 svart bonde · e6 svart bonde · f6 svart springare · b5 svart bonde · d4 vit bonde · c3 vit springare · d3 vit löpare · e3 vit bonde · f3 vit springare · a2 vit bonde · b2 vit bonde · f2 vit bonde · g2 vit bonde · h2 vit bonde · a1 vit torn · c1 vit löpare · d1 vit drottning · e1 vit kung · h1 vit torn | a8 svart torn · c8 svart löpare · d8 svart drottning · e8 svart kung · f8 svart löpare · h8 svart torn · a7 svart bonde · d7 svart springare · f7 svart bonde · g7 svart bonde · h7 svart bonde · c6 svart bonde · e6 svart bonde · f6 svart springare · b5 svart bonde · d4 vit bonde · c3 vit springare · d3 vit löpare · e3 vit bonde · f3 vit springare · a2 vit bonde · b2 vit bonde · f2 vit bonde · g2 vit bonde · h2 vit bonde · a1 vit torn · c1 vit löpare · d1 vit drottning · e1 vit kung · h1 vit torn | a8 svart torn · c8 svart löpare · d8 svart drottning · e8 svart kung · f8 svart löpare · h8 svart torn · a7 svart bonde · d7 svart springare · f7 svart bonde · g7 svart bonde · h7 svart bonde · c6 svart bonde · e6 svart bonde · f6 svart springare · b5 svart bonde · d4 vit bonde · c3 vit springare · d3 vit löpare · e3 vit bonde · f3 vit springare · a2 vit bonde · b2 vit bonde · f2 vit bonde · g2 vit bonde · h2 vit bonde · a1 vit torn · c1 vit löpare · d1 vit drottning · e1 vit kung · h1 vit torn | 3 |
| 2 | a8 svart torn · c8 svart löpare · d8 svart drottning · e8 svart kung · f8 svart löpare · h8 svart torn · a7 svart bonde · d7 svart springare · f7 svart bonde · g7 svart bonde · h7 svart bonde · c6 svart bonde · e6 svart bonde · f6 svart springare · b5 svart bonde · d4 vit bonde · c3 vit springare · d3 vit löpare · e3 vit bonde · f3 vit springare · a2 vit bonde · b2 vit bonde · f2 vit bonde · g2 vit bonde · h2 vit bonde · a1 vit torn · c1 vit löpare · d1 vit drottning · e1 vit kung · h1 vit torn | a8 svart torn · c8 svart löpare · d8 svart drottning · e8 svart kung · f8 svart löpare · h8 svart torn · a7 svart bonde · d7 svart springare · f7 svart bonde · g7 svart bonde · h7 svart bonde · c6 svart bonde · e6 svart bonde · f6 svart springare · b5 svart bonde · d4 vit bonde · c3 vit springare · d3 vit löpare · e3 vit bonde · f3 vit springare · a2 vit bonde · b2 vit bonde · f2 vit bonde · g2 vit bonde · h2 vit bonde · a1 vit torn · c1 vit löpare · d1 vit drottning · e1 vit kung · h1 vit torn | a8 svart torn · c8 svart löpare · d8 svart drottning · e8 svart kung · f8 svart löpare · h8 svart torn · a7 svart bonde · d7 svart springare · f7 svart bonde · g7 svart bonde · h7 svart bonde · c6 svart bonde · e6 svart bonde · f6 svart springare · b5 svart bonde · d4 vit bonde · c3 vit springare · d3 vit löpare · e3 vit bonde · f3 vit springare · a2 vit bonde · b2 vit bonde · f2 vit bonde · g2 vit bonde · h2 vit bonde · a1 vit torn · c1 vit löpare · d1 vit drottning · e1 vit kung · h1 vit torn | a8 svart torn · c8 svart löpare · d8 svart drottning · e8 svart kung · f8 svart löpare · h8 svart torn · a7 svart bonde · d7 svart springare · f7 svart bonde · g7 svart bonde · h7 svart bonde · c6 svart bonde · e6 svart bonde · f6 svart springare · b5 svart bonde · d4 vit bonde · c3 vit springare · d3 vit löpare · e3 vit bonde · f3 vit springare · a2 vit bonde · b2 vit bonde · f2 vit bonde · g2 vit bonde · h2 vit bonde · a1 vit torn · c1 vit löpare · d1 vit drottning · e1 vit kung · h1 vit torn | a8 svart torn · c8 svart löpare · d8 svart drottning · e8 svart kung · f8 svart löpare · h8 svart torn · a7 svart bonde · d7 svart springare · f7 svart bonde · g7 svart bonde · h7 svart bonde · c6 svart bonde · e6 svart bonde · f6 svart springare · b5 svart bonde · d4 vit bonde · c3 vit springare · d3 vit löpare · e3 vit bonde · f3 vit springare · a2 vit bonde · b2 vit bonde · f2 vit bonde · g2 vit bonde · h2 vit bonde · a1 vit torn · c1 vit löpare · d1 vit drottning · e1 vit kung · h1 vit torn | a8 svart torn · c8 svart löpare · d8 svart drottning · e8 svart kung · f8 svart löpare · h8 svart torn · a7 svart bonde · d7 svart springare · f7 svart bonde · g7 svart bonde · h7 svart bonde · c6 svart bonde · e6 svart bonde · f6 svart springare · b5 svart bonde · d4 vit bonde · c3 vit springare · d3 vit löpare · e3 vit bonde · f3 vit springare · a2 vit bonde · b2 vit bonde · f2 vit bonde · g2 vit bonde · h2 vit bonde · a1 vit torn · c1 vit löpare · d1 vit drottning · e1 vit kung · h1 vit torn | a8 svart torn · c8 svart löpare · d8 svart drottning · e8 svart kung · f8 svart löpare · h8 svart torn · a7 svart bonde · d7 svart springare · f7 svart bonde · g7 svart bonde · h7 svart bonde · c6 svart bonde · e6 svart bonde · f6 svart springare · b5 svart bonde · d4 vit bonde · c3 vit springare · d3 vit löpare · e3 vit bonde · f3 vit springare · a2 vit bonde · b2 vit bonde · f2 vit bonde · g2 vit bonde · h2 vit bonde · a1 vit torn · c1 vit löpare · d1 vit drottning · e1 vit kung · h1 vit torn | a8 svart torn · c8 svart löpare · d8 svart drottning · e8 svart kung · f8 svart löpare · h8 svart torn · a7 svart bonde · d7 svart springare · f7 svart bonde · g7 svart bonde · h7 svart bonde · c6 svart bonde · e6 svart bonde · f6 svart springare · b5 svart bonde · d4 vit bonde · c3 vit springare · d3 vit löpare · e3 vit bonde · f3 vit springare · a2 vit bonde · b2 vit bonde · f2 vit bonde · g2 vit bonde · h2 vit bonde · a1 vit torn · c1 vit löpare · d1 vit drottning · e1 vit kung · h1 vit torn | 2 |
| 1 | a8 svart torn · c8 svart löpare · d8 svart drottning · e8 svart kung · f8 svart löpare · h8 svart torn · a7 svart bonde · d7 svart springare · f7 svart bonde · g7 svart bonde · h7 svart bonde · c6 svart bonde · e6 svart bonde · f6 svart springare · b5 svart bonde · d4 vit bonde · c3 vit springare · d3 vit löpare · e3 vit bonde · f3 vit springare · a2 vit bonde · b2 vit bonde · f2 vit bonde · g2 vit bonde · h2 vit bonde · a1 vit torn · c1 vit löpare · d1 vit drottning · e1 vit kung · h1 vit torn | a8 svart torn · c8 svart löpare · d8 svart drottning · e8 svart kung · f8 svart löpare · h8 svart torn · a7 svart bonde · d7 svart springare · f7 svart bonde · g7 svart bonde · h7 svart bonde · c6 svart bonde · e6 svart bonde · f6 svart springare · b5 svart bonde · d4 vit bonde · c3 vit springare · d3 vit löpare · e3 vit bonde · f3 vit springare · a2 vit bonde · b2 vit bonde · f2 vit bonde · g2 vit bonde · h2 vit bonde · a1 vit torn · c1 vit löpare · d1 vit drottning · e1 vit kung · h1 vit torn | a8 svart torn · c8 svart löpare · d8 svart drottning · e8 svart kung · f8 svart löpare · h8 svart torn · a7 svart bonde · d7 svart springare · f7 svart bonde · g7 svart bonde · h7 svart bonde · c6 svart bonde · e6 svart bonde · f6 svart springare · b5 svart bonde · d4 vit bonde · c3 vit springare · d3 vit löpare · e3 vit bonde · f3 vit springare · a2 vit bonde · b2 vit bonde · f2 vit bonde · g2 vit bonde · h2 vit bonde · a1 vit torn · c1 vit löpare · d1 vit drottning · e1 vit kung · h1 vit torn | a8 svart torn · c8 svart löpare · d8 svart drottning · e8 svart kung · f8 svart löpare · h8 svart torn · a7 svart bonde · d7 svart springare · f7 svart bonde · g7 svart bonde · h7 svart bonde · c6 svart bonde · e6 svart bonde · f6 svart springare · b5 svart bonde · d4 vit bonde · c3 vit springare · d3 vit löpare · e3 vit bonde · f3 vit springare · a2 vit bonde · b2 vit bonde · f2 vit bonde · g2 vit bonde · h2 vit bonde · a1 vit torn · c1 vit löpare · d1 vit drottning · e1 vit kung · h1 vit torn | a8 svart torn · c8 svart löpare · d8 svart drottning · e8 svart kung · f8 svart löpare · h8 svart torn · a7 svart bonde · d7 svart springare · f7 svart bonde · g7 svart bonde · h7 svart bonde · c6 svart bonde · e6 svart bonde · f6 svart springare · b5 svart bonde · d4 vit bonde · c3 vit springare · d3 vit löpare · e3 vit bonde · f3 vit springare · a2 vit bonde · b2 vit bonde · f2 vit bonde · g2 vit bonde · h2 vit bonde · a1 vit torn · c1 vit löpare · d1 vit drottning · e1 vit kung · h1 vit torn | a8 svart torn · c8 svart löpare · d8 svart drottning · e8 svart kung · f8 svart löpare · h8 svart torn · a7 svart bonde · d7 svart springare · f7 svart bonde · g7 svart bonde · h7 svart bonde · c6 svart bonde · e6 svart bonde · f6 svart springare · b5 svart bonde · d4 vit bonde · c3 vit springare · d3 vit löpare · e3 vit bonde · f3 vit springare · a2 vit bonde · b2 vit bonde · f2 vit bonde · g2 vit bonde · h2 vit bonde · a1 vit torn · c1 vit löpare · d1 vit drottning · e1 vit kung · h1 vit torn | a8 svart torn · c8 svart löpare · d8 svart drottning · e8 svart kung · f8 svart löpare · h8 svart torn · a7 svart bonde · d7 svart springare · f7 svart bonde · g7 svart bonde · h7 svart bonde · c6 svart bonde · e6 svart bonde · f6 svart springare · b5 svart bonde · d4 vit bonde · c3 vit springare · d3 vit löpare · e3 vit bonde · f3 vit springare · a2 vit bonde · b2 vit bonde · f2 vit bonde · g2 vit bonde · h2 vit bonde · a1 vit torn · c1 vit löpare · d1 vit drottning · e1 vit kung · h1 vit torn | a8 svart torn · c8 svart löpare · d8 svart drottning · e8 svart kung · f8 svart löpare · h8 svart torn · a7 svart bonde · d7 svart springare · f7 svart bonde · g7 svart bonde · h7 svart bonde · c6 svart bonde · e6 svart bonde · f6 svart springare · b5 svart bonde · d4 vit bonde · c3 vit springare · d3 vit löpare · e3 vit bonde · f3 vit springare · a2 vit bonde · b2 vit bonde · f2 vit bonde · g2 vit bonde · h2 vit bonde · a1 vit torn · c1 vit löpare · d1 vit drottning · e1 vit kung · h1 vit torn | 1 |
|   | a | b | c | d | e | f | g | h |   |

Meranervarianten är en av huvudvarianterna i halvslaviskt parti med mycket teori. Den är uppkallad efter staden Merano i norra Italien där den spelades i ett par partier i en turnering 1924.
Svart slår på c4 och avancerar med bönderna på damflygeln med ...b5, ...a6 och ...c5. Vit gör en motstöt i centrum med d5 eller e5 vilket leder till intressant spel med ömsesidiga chanser.
Huvudspåret fortsätter 6.Ld3 dxc4 7.Lxc4 b5 8.Ld3 (8.Le2 och 8.Lb3 förekommer också) och nu har svart flera möjligheter (se diagram):
- Den klassiska meranervarianten fortsätter 8...a6 9.e4 c5 och vit kan välja mellan 10.e5 och 10.d5.
- 8...Lb7 är den moderna eller förbättrade meranervarianten som kan följas av:
  - 9.0–0 a6 10.e4 c5 11.d5
  - 9.e4 b4 10.Sa4 c5 11.e5 Sd5 12.0–0
  - 9.a3
- 8...Ld6 9.0–0 0–0 10.Dc2 Lb7 kan gå över i anti-meranervarianten nedan.
- 8...b4 9.Se4 Sxe4 10.Lxe4 Lb7.

#### Anti-meranervarianten (6.Dc2)
Vit kan undvika de skarpa meranervarianterna genom att spela 6.Dc2. Detta spelsätt användes ofta av Anatolij Karpov. Det har ökat kraftigt i popularitet och är numera vanligast. 
Svart svarar oftast 6...Ld6 och vit kan fortsätta med:
- 7.Ld3 (eller 7.Le2) 7...0–0 8.0–0 dxc4 9.Lxc4 b5 10.Le2 (eller 10.Ld3) 10...Lb7 är Karpovs variant och vanligast.
- 7.b3 0–0 8.Le2 b6 9.0–0 Lb7 10.Lb2.
- 7.g4 är en skarp gambit (Sjirov–Sjabalovgambit) som svart oftast avböjer med 7...h6.

### 5.Lg5
Med 5.Lg5 utvecklar vit löparen innan den blir instängd av en bonde på e3 vilket innebär ett bondeoffer. Om svart tar bonden med 5...dxc4 uppkommer den mycket skarpa Botvinnikvarianten. Om han avböjer med 5...h6 så kallas det Moskvavarianten, som är lite lugnare.
Svart kan också välja att gå över i avböjd damgambit med 5...Sbd7 6.e3 Da5 (Cambridge Springs-varianten) eller 6...Le7 (ortodoxa varianten).

#### Moskvavarianten (5...h6)
|   | a | b | c | d | e | f | g | h |   |
| 8 | a8 svart torn · c8 svart löpare · e8 svart kung · f8 svart löpare · h8 svart torn · a7 svart bonde · b7 svart bonde · d7 svart springare · f7 svart bonde · g7 svart bonde · c6 svart bonde · e6 svart bonde · f6 svart drottning · h6 svart bonde · c4 vit löpare · d4 vit bonde · c3 vit springare · e3 vit bonde · f3 vit springare · a2 vit bonde · b2 vit bonde · f2 vit bonde · g2 vit bonde · h2 vit bonde · a1 vit torn · d1 vit drottning · e1 vit kung · h1 vit torn | a8 svart torn · c8 svart löpare · e8 svart kung · f8 svart löpare · h8 svart torn · a7 svart bonde · b7 svart bonde · d7 svart springare · f7 svart bonde · g7 svart bonde · c6 svart bonde · e6 svart bonde · f6 svart drottning · h6 svart bonde · c4 vit löpare · d4 vit bonde · c3 vit springare · e3 vit bonde · f3 vit springare · a2 vit bonde · b2 vit bonde · f2 vit bonde · g2 vit bonde · h2 vit bonde · a1 vit torn · d1 vit drottning · e1 vit kung · h1 vit torn | a8 svart torn · c8 svart löpare · e8 svart kung · f8 svart löpare · h8 svart torn · a7 svart bonde · b7 svart bonde · d7 svart springare · f7 svart bonde · g7 svart bonde · c6 svart bonde · e6 svart bonde · f6 svart drottning · h6 svart bonde · c4 vit löpare · d4 vit bonde · c3 vit springare · e3 vit bonde · f3 vit springare · a2 vit bonde · b2 vit bonde · f2 vit bonde · g2 vit bonde · h2 vit bonde · a1 vit torn · d1 vit drottning · e1 vit kung · h1 vit torn | a8 svart torn · c8 svart löpare · e8 svart kung · f8 svart löpare · h8 svart torn · a7 svart bonde · b7 svart bonde · d7 svart springare · f7 svart bonde · g7 svart bonde · c6 svart bonde · e6 svart bonde · f6 svart drottning · h6 svart bonde · c4 vit löpare · d4 vit bonde · c3 vit springare · e3 vit bonde · f3 vit springare · a2 vit bonde · b2 vit bonde · f2 vit bonde · g2 vit bonde · h2 vit bonde · a1 vit torn · d1 vit drottning · e1 vit kung · h1 vit torn | a8 svart torn · c8 svart löpare · e8 svart kung · f8 svart löpare · h8 svart torn · a7 svart bonde · b7 svart bonde · d7 svart springare · f7 svart bonde · g7 svart bonde · c6 svart bonde · e6 svart bonde · f6 svart drottning · h6 svart bonde · c4 vit löpare · d4 vit bonde · c3 vit springare · e3 vit bonde · f3 vit springare · a2 vit bonde · b2 vit bonde · f2 vit bonde · g2 vit bonde · h2 vit bonde · a1 vit torn · d1 vit drottning · e1 vit kung · h1 vit torn | a8 svart torn · c8 svart löpare · e8 svart kung · f8 svart löpare · h8 svart torn · a7 svart bonde · b7 svart bonde · d7 svart springare · f7 svart bonde · g7 svart bonde · c6 svart bonde · e6 svart bonde · f6 svart drottning · h6 svart bonde · c4 vit löpare · d4 vit bonde · c3 vit springare · e3 vit bonde · f3 vit springare · a2 vit bonde · b2 vit bonde · f2 vit bonde · g2 vit bonde · h2 vit bonde · a1 vit torn · d1 vit drottning · e1 vit kung · h1 vit torn | a8 svart torn · c8 svart löpare · e8 svart kung · f8 svart löpare · h8 svart torn · a7 svart bonde · b7 svart bonde · d7 svart springare · f7 svart bonde · g7 svart bonde · c6 svart bonde · e6 svart bonde · f6 svart drottning · h6 svart bonde · c4 vit löpare · d4 vit bonde · c3 vit springare · e3 vit bonde · f3 vit springare · a2 vit bonde · b2 vit bonde · f2 vit bonde · g2 vit bonde · h2 vit bonde · a1 vit torn · d1 vit drottning · e1 vit kung · h1 vit torn | a8 svart torn · c8 svart löpare · e8 svart kung · f8 svart löpare · h8 svart torn · a7 svart bonde · b7 svart bonde · d7 svart springare · f7 svart bonde · g7 svart bonde · c6 svart bonde · e6 svart bonde · f6 svart drottning · h6 svart bonde · c4 vit löpare · d4 vit bonde · c3 vit springare · e3 vit bonde · f3 vit springare · a2 vit bonde · b2 vit bonde · f2 vit bonde · g2 vit bonde · h2 vit bonde · a1 vit torn · d1 vit drottning · e1 vit kung · h1 vit torn | 8 |
| 7 | a8 svart torn · c8 svart löpare · e8 svart kung · f8 svart löpare · h8 svart torn · a7 svart bonde · b7 svart bonde · d7 svart springare · f7 svart bonde · g7 svart bonde · c6 svart bonde · e6 svart bonde · f6 svart drottning · h6 svart bonde · c4 vit löpare · d4 vit bonde · c3 vit springare · e3 vit bonde · f3 vit springare · a2 vit bonde · b2 vit bonde · f2 vit bonde · g2 vit bonde · h2 vit bonde · a1 vit torn · d1 vit drottning · e1 vit kung · h1 vit torn | a8 svart torn · c8 svart löpare · e8 svart kung · f8 svart löpare · h8 svart torn · a7 svart bonde · b7 svart bonde · d7 svart springare · f7 svart bonde · g7 svart bonde · c6 svart bonde · e6 svart bonde · f6 svart drottning · h6 svart bonde · c4 vit löpare · d4 vit bonde · c3 vit springare · e3 vit bonde · f3 vit springare · a2 vit bonde · b2 vit bonde · f2 vit bonde · g2 vit bonde · h2 vit bonde · a1 vit torn · d1 vit drottning · e1 vit kung · h1 vit torn | a8 svart torn · c8 svart löpare · e8 svart kung · f8 svart löpare · h8 svart torn · a7 svart bonde · b7 svart bonde · d7 svart springare · f7 svart bonde · g7 svart bonde · c6 svart bonde · e6 svart bonde · f6 svart drottning · h6 svart bonde · c4 vit löpare · d4 vit bonde · c3 vit springare · e3 vit bonde · f3 vit springare · a2 vit bonde · b2 vit bonde · f2 vit bonde · g2 vit bonde · h2 vit bonde · a1 vit torn · d1 vit drottning · e1 vit kung · h1 vit torn | a8 svart torn · c8 svart löpare · e8 svart kung · f8 svart löpare · h8 svart torn · a7 svart bonde · b7 svart bonde · d7 svart springare · f7 svart bonde · g7 svart bonde · c6 svart bonde · e6 svart bonde · f6 svart drottning · h6 svart bonde · c4 vit löpare · d4 vit bonde · c3 vit springare · e3 vit bonde · f3 vit springare · a2 vit bonde · b2 vit bonde · f2 vit bonde · g2 vit bonde · h2 vit bonde · a1 vit torn · d1 vit drottning · e1 vit kung · h1 vit torn | a8 svart torn · c8 svart löpare · e8 svart kung · f8 svart löpare · h8 svart torn · a7 svart bonde · b7 svart bonde · d7 svart springare · f7 svart bonde · g7 svart bonde · c6 svart bonde · e6 svart bonde · f6 svart drottning · h6 svart bonde · c4 vit löpare · d4 vit bonde · c3 vit springare · e3 vit bonde · f3 vit springare · a2 vit bonde · b2 vit bonde · f2 vit bonde · g2 vit bonde · h2 vit bonde · a1 vit torn · d1 vit drottning · e1 vit kung · h1 vit torn | a8 svart torn · c8 svart löpare · e8 svart kung · f8 svart löpare · h8 svart torn · a7 svart bonde · b7 svart bonde · d7 svart springare · f7 svart bonde · g7 svart bonde · c6 svart bonde · e6 svart bonde · f6 svart drottning · h6 svart bonde · c4 vit löpare · d4 vit bonde · c3 vit springare · e3 vit bonde · f3 vit springare · a2 vit bonde · b2 vit bonde · f2 vit bonde · g2 vit bonde · h2 vit bonde · a1 vit torn · d1 vit drottning · e1 vit kung · h1 vit torn | a8 svart torn · c8 svart löpare · e8 svart kung · f8 svart löpare · h8 svart torn · a7 svart bonde · b7 svart bonde · d7 svart springare · f7 svart bonde · g7 svart bonde · c6 svart bonde · e6 svart bonde · f6 svart drottning · h6 svart bonde · c4 vit löpare · d4 vit bonde · c3 vit springare · e3 vit bonde · f3 vit springare · a2 vit bonde · b2 vit bonde · f2 vit bonde · g2 vit bonde · h2 vit bonde · a1 vit torn · d1 vit drottning · e1 vit kung · h1 vit torn | a8 svart torn · c8 svart löpare · e8 svart kung · f8 svart löpare · h8 svart torn · a7 svart bonde · b7 svart bonde · d7 svart springare · f7 svart bonde · g7 svart bonde · c6 svart bonde · e6 svart bonde · f6 svart drottning · h6 svart bonde · c4 vit löpare · d4 vit bonde · c3 vit springare · e3 vit bonde · f3 vit springare · a2 vit bonde · b2 vit bonde · f2 vit bonde · g2 vit bonde · h2 vit bonde · a1 vit torn · d1 vit drottning · e1 vit kung · h1 vit torn | 7 |
| 6 | a8 svart torn · c8 svart löpare · e8 svart kung · f8 svart löpare · h8 svart torn · a7 svart bonde · b7 svart bonde · d7 svart springare · f7 svart bonde · g7 svart bonde · c6 svart bonde · e6 svart bonde · f6 svart drottning · h6 svart bonde · c4 vit löpare · d4 vit bonde · c3 vit springare · e3 vit bonde · f3 vit springare · a2 vit bonde · b2 vit bonde · f2 vit bonde · g2 vit bonde · h2 vit bonde · a1 vit torn · d1 vit drottning · e1 vit kung · h1 vit torn | a8 svart torn · c8 svart löpare · e8 svart kung · f8 svart löpare · h8 svart torn · a7 svart bonde · b7 svart bonde · d7 svart springare · f7 svart bonde · g7 svart bonde · c6 svart bonde · e6 svart bonde · f6 svart drottning · h6 svart bonde · c4 vit löpare · d4 vit bonde · c3 vit springare · e3 vit bonde · f3 vit springare · a2 vit bonde · b2 vit bonde · f2 vit bonde · g2 vit bonde · h2 vit bonde · a1 vit torn · d1 vit drottning · e1 vit kung · h1 vit torn | a8 svart torn · c8 svart löpare · e8 svart kung · f8 svart löpare · h8 svart torn · a7 svart bonde · b7 svart bonde · d7 svart springare · f7 svart bonde · g7 svart bonde · c6 svart bonde · e6 svart bonde · f6 svart drottning · h6 svart bonde · c4 vit löpare · d4 vit bonde · c3 vit springare · e3 vit bonde · f3 vit springare · a2 vit bonde · b2 vit bonde · f2 vit bonde · g2 vit bonde · h2 vit bonde · a1 vit torn · d1 vit drottning · e1 vit kung · h1 vit torn | a8 svart torn · c8 svart löpare · e8 svart kung · f8 svart löpare · h8 svart torn · a7 svart bonde · b7 svart bonde · d7 svart springare · f7 svart bonde · g7 svart bonde · c6 svart bonde · e6 svart bonde · f6 svart drottning · h6 svart bonde · c4 vit löpare · d4 vit bonde · c3 vit springare · e3 vit bonde · f3 vit springare · a2 vit bonde · b2 vit bonde · f2 vit bonde · g2 vit bonde · h2 vit bonde · a1 vit torn · d1 vit drottning · e1 vit kung · h1 vit torn | a8 svart torn · c8 svart löpare · e8 svart kung · f8 svart löpare · h8 svart torn · a7 svart bonde · b7 svart bonde · d7 svart springare · f7 svart bonde · g7 svart bonde · c6 svart bonde · e6 svart bonde · f6 svart drottning · h6 svart bonde · c4 vit löpare · d4 vit bonde · c3 vit springare · e3 vit bonde · f3 vit springare · a2 vit bonde · b2 vit bonde · f2 vit bonde · g2 vit bonde · h2 vit bonde · a1 vit torn · d1 vit drottning · e1 vit kung · h1 vit torn | a8 svart torn · c8 svart löpare · e8 svart kung · f8 svart löpare · h8 svart torn · a7 svart bonde · b7 svart bonde · d7 svart springare · f7 svart bonde · g7 svart bonde · c6 svart bonde · e6 svart bonde · f6 svart drottning · h6 svart bonde · c4 vit löpare · d4 vit bonde · c3 vit springare · e3 vit bonde · f3 vit springare · a2 vit bonde · b2 vit bonde · f2 vit bonde · g2 vit bonde · h2 vit bonde · a1 vit torn · d1 vit drottning · e1 vit kung · h1 vit torn | a8 svart torn · c8 svart löpare · e8 svart kung · f8 svart löpare · h8 svart torn · a7 svart bonde · b7 svart bonde · d7 svart springare · f7 svart bonde · g7 svart bonde · c6 svart bonde · e6 svart bonde · f6 svart drottning · h6 svart bonde · c4 vit löpare · d4 vit bonde · c3 vit springare · e3 vit bonde · f3 vit springare · a2 vit bonde · b2 vit bonde · f2 vit bonde · g2 vit bonde · h2 vit bonde · a1 vit torn · d1 vit drottning · e1 vit kung · h1 vit torn | a8 svart torn · c8 svart löpare · e8 svart kung · f8 svart löpare · h8 svart torn · a7 svart bonde · b7 svart bonde · d7 svart springare · f7 svart bonde · g7 svart bonde · c6 svart bonde · e6 svart bonde · f6 svart drottning · h6 svart bonde · c4 vit löpare · d4 vit bonde · c3 vit springare · e3 vit bonde · f3 vit springare · a2 vit bonde · b2 vit bonde · f2 vit bonde · g2 vit bonde · h2 vit bonde · a1 vit torn · d1 vit drottning · e1 vit kung · h1 vit torn | 6 |
| 5 | a8 svart torn · c8 svart löpare · e8 svart kung · f8 svart löpare · h8 svart torn · a7 svart bonde · b7 svart bonde · d7 svart springare · f7 svart bonde · g7 svart bonde · c6 svart bonde · e6 svart bonde · f6 svart drottning · h6 svart bonde · c4 vit löpare · d4 vit bonde · c3 vit springare · e3 vit bonde · f3 vit springare · a2 vit bonde · b2 vit bonde · f2 vit bonde · g2 vit bonde · h2 vit bonde · a1 vit torn · d1 vit drottning · e1 vit kung · h1 vit torn | a8 svart torn · c8 svart löpare · e8 svart kung · f8 svart löpare · h8 svart torn · a7 svart bonde · b7 svart bonde · d7 svart springare · f7 svart bonde · g7 svart bonde · c6 svart bonde · e6 svart bonde · f6 svart drottning · h6 svart bonde · c4 vit löpare · d4 vit bonde · c3 vit springare · e3 vit bonde · f3 vit springare · a2 vit bonde · b2 vit bonde · f2 vit bonde · g2 vit bonde · h2 vit bonde · a1 vit torn · d1 vit drottning · e1 vit kung · h1 vit torn | a8 svart torn · c8 svart löpare · e8 svart kung · f8 svart löpare · h8 svart torn · a7 svart bonde · b7 svart bonde · d7 svart springare · f7 svart bonde · g7 svart bonde · c6 svart bonde · e6 svart bonde · f6 svart drottning · h6 svart bonde · c4 vit löpare · d4 vit bonde · c3 vit springare · e3 vit bonde · f3 vit springare · a2 vit bonde · b2 vit bonde · f2 vit bonde · g2 vit bonde · h2 vit bonde · a1 vit torn · d1 vit drottning · e1 vit kung · h1 vit torn | a8 svart torn · c8 svart löpare · e8 svart kung · f8 svart löpare · h8 svart torn · a7 svart bonde · b7 svart bonde · d7 svart springare · f7 svart bonde · g7 svart bonde · c6 svart bonde · e6 svart bonde · f6 svart drottning · h6 svart bonde · c4 vit löpare · d4 vit bonde · c3 vit springare · e3 vit bonde · f3 vit springare · a2 vit bonde · b2 vit bonde · f2 vit bonde · g2 vit bonde · h2 vit bonde · a1 vit torn · d1 vit drottning · e1 vit kung · h1 vit torn | a8 svart torn · c8 svart löpare · e8 svart kung · f8 svart löpare · h8 svart torn · a7 svart bonde · b7 svart bonde · d7 svart springare · f7 svart bonde · g7 svart bonde · c6 svart bonde · e6 svart bonde · f6 svart drottning · h6 svart bonde · c4 vit löpare · d4 vit bonde · c3 vit springare · e3 vit bonde · f3 vit springare · a2 vit bonde · b2 vit bonde · f2 vit bonde · g2 vit bonde · h2 vit bonde · a1 vit torn · d1 vit drottning · e1 vit kung · h1 vit torn | a8 svart torn · c8 svart löpare · e8 svart kung · f8 svart löpare · h8 svart torn · a7 svart bonde · b7 svart bonde · d7 svart springare · f7 svart bonde · g7 svart bonde · c6 svart bonde · e6 svart bonde · f6 svart drottning · h6 svart bonde · c4 vit löpare · d4 vit bonde · c3 vit springare · e3 vit bonde · f3 vit springare · a2 vit bonde · b2 vit bonde · f2 vit bonde · g2 vit bonde · h2 vit bonde · a1 vit torn · d1 vit drottning · e1 vit kung · h1 vit torn | a8 svart torn · c8 svart löpare · e8 svart kung · f8 svart löpare · h8 svart torn · a7 svart bonde · b7 svart bonde · d7 svart springare · f7 svart bonde · g7 svart bonde · c6 svart bonde · e6 svart bonde · f6 svart drottning · h6 svart bonde · c4 vit löpare · d4 vit bonde · c3 vit springare · e3 vit bonde · f3 vit springare · a2 vit bonde · b2 vit bonde · f2 vit bonde · g2 vit bonde · h2 vit bonde · a1 vit torn · d1 vit drottning · e1 vit kung · h1 vit torn | a8 svart torn · c8 svart löpare · e8 svart kung · f8 svart löpare · h8 svart torn · a7 svart bonde · b7 svart bonde · d7 svart springare · f7 svart bonde · g7 svart bonde · c6 svart bonde · e6 svart bonde · f6 svart drottning · h6 svart bonde · c4 vit löpare · d4 vit bonde · c3 vit springare · e3 vit bonde · f3 vit springare · a2 vit bonde · b2 vit bonde · f2 vit bonde · g2 vit bonde · h2 vit bonde · a1 vit torn · d1 vit drottning · e1 vit kung · h1 vit torn | 5 |
| 4 | a8 svart torn · c8 svart löpare · e8 svart kung · f8 svart löpare · h8 svart torn · a7 svart bonde · b7 svart bonde · d7 svart springare · f7 svart bonde · g7 svart bonde · c6 svart bonde · e6 svart bonde · f6 svart drottning · h6 svart bonde · c4 vit löpare · d4 vit bonde · c3 vit springare · e3 vit bonde · f3 vit springare · a2 vit bonde · b2 vit bonde · f2 vit bonde · g2 vit bonde · h2 vit bonde · a1 vit torn · d1 vit drottning · e1 vit kung · h1 vit torn | a8 svart torn · c8 svart löpare · e8 svart kung · f8 svart löpare · h8 svart torn · a7 svart bonde · b7 svart bonde · d7 svart springare · f7 svart bonde · g7 svart bonde · c6 svart bonde · e6 svart bonde · f6 svart drottning · h6 svart bonde · c4 vit löpare · d4 vit bonde · c3 vit springare · e3 vit bonde · f3 vit springare · a2 vit bonde · b2 vit bonde · f2 vit bonde · g2 vit bonde · h2 vit bonde · a1 vit torn · d1 vit drottning · e1 vit kung · h1 vit torn | a8 svart torn · c8 svart löpare · e8 svart kung · f8 svart löpare · h8 svart torn · a7 svart bonde · b7 svart bonde · d7 svart springare · f7 svart bonde · g7 svart bonde · c6 svart bonde · e6 svart bonde · f6 svart drottning · h6 svart bonde · c4 vit löpare · d4 vit bonde · c3 vit springare · e3 vit bonde · f3 vit springare · a2 vit bonde · b2 vit bonde · f2 vit bonde · g2 vit bonde · h2 vit bonde · a1 vit torn · d1 vit drottning · e1 vit kung · h1 vit torn | a8 svart torn · c8 svart löpare · e8 svart kung · f8 svart löpare · h8 svart torn · a7 svart bonde · b7 svart bonde · d7 svart springare · f7 svart bonde · g7 svart bonde · c6 svart bonde · e6 svart bonde · f6 svart drottning · h6 svart bonde · c4 vit löpare · d4 vit bonde · c3 vit springare · e3 vit bonde · f3 vit springare · a2 vit bonde · b2 vit bonde · f2 vit bonde · g2 vit bonde · h2 vit bonde · a1 vit torn · d1 vit drottning · e1 vit kung · h1 vit torn | a8 svart torn · c8 svart löpare · e8 svart kung · f8 svart löpare · h8 svart torn · a7 svart bonde · b7 svart bonde · d7 svart springare · f7 svart bonde · g7 svart bonde · c6 svart bonde · e6 svart bonde · f6 svart drottning · h6 svart bonde · c4 vit löpare · d4 vit bonde · c3 vit springare · e3 vit bonde · f3 vit springare · a2 vit bonde · b2 vit bonde · f2 vit bonde · g2 vit bonde · h2 vit bonde · a1 vit torn · d1 vit drottning · e1 vit kung · h1 vit torn | a8 svart torn · c8 svart löpare · e8 svart kung · f8 svart löpare · h8 svart torn · a7 svart bonde · b7 svart bonde · d7 svart springare · f7 svart bonde · g7 svart bonde · c6 svart bonde · e6 svart bonde · f6 svart drottning · h6 svart bonde · c4 vit löpare · d4 vit bonde · c3 vit springare · e3 vit bonde · f3 vit springare · a2 vit bonde · b2 vit bonde · f2 vit bonde · g2 vit bonde · h2 vit bonde · a1 vit torn · d1 vit drottning · e1 vit kung · h1 vit torn | a8 svart torn · c8 svart löpare · e8 svart kung · f8 svart löpare · h8 svart torn · a7 svart bonde · b7 svart bonde · d7 svart springare · f7 svart bonde · g7 svart bonde · c6 svart bonde · e6 svart bonde · f6 svart drottning · h6 svart bonde · c4 vit löpare · d4 vit bonde · c3 vit springare · e3 vit bonde · f3 vit springare · a2 vit bonde · b2 vit bonde · f2 vit bonde · g2 vit bonde · h2 vit bonde · a1 vit torn · d1 vit drottning · e1 vit kung · h1 vit torn | a8 svart torn · c8 svart löpare · e8 svart kung · f8 svart löpare · h8 svart torn · a7 svart bonde · b7 svart bonde · d7 svart springare · f7 svart bonde · g7 svart bonde · c6 svart bonde · e6 svart bonde · f6 svart drottning · h6 svart bonde · c4 vit löpare · d4 vit bonde · c3 vit springare · e3 vit bonde · f3 vit springare · a2 vit bonde · b2 vit bonde · f2 vit bonde · g2 vit bonde · h2 vit bonde · a1 vit torn · d1 vit drottning · e1 vit kung · h1 vit torn | 4 |
| 3 | a8 svart torn · c8 svart löpare · e8 svart kung · f8 svart löpare · h8 svart torn · a7 svart bonde · b7 svart bonde · d7 svart springare · f7 svart bonde · g7 svart bonde · c6 svart bonde · e6 svart bonde · f6 svart drottning · h6 svart bonde · c4 vit löpare · d4 vit bonde · c3 vit springare · e3 vit bonde · f3 vit springare · a2 vit bonde · b2 vit bonde · f2 vit bonde · g2 vit bonde · h2 vit bonde · a1 vit torn · d1 vit drottning · e1 vit kung · h1 vit torn | a8 svart torn · c8 svart löpare · e8 svart kung · f8 svart löpare · h8 svart torn · a7 svart bonde · b7 svart bonde · d7 svart springare · f7 svart bonde · g7 svart bonde · c6 svart bonde · e6 svart bonde · f6 svart drottning · h6 svart bonde · c4 vit löpare · d4 vit bonde · c3 vit springare · e3 vit bonde · f3 vit springare · a2 vit bonde · b2 vit bonde · f2 vit bonde · g2 vit bonde · h2 vit bonde · a1 vit torn · d1 vit drottning · e1 vit kung · h1 vit torn | a8 svart torn · c8 svart löpare · e8 svart kung · f8 svart löpare · h8 svart torn · a7 svart bonde · b7 svart bonde · d7 svart springare · f7 svart bonde · g7 svart bonde · c6 svart bonde · e6 svart bonde · f6 svart drottning · h6 svart bonde · c4 vit löpare · d4 vit bonde · c3 vit springare · e3 vit bonde · f3 vit springare · a2 vit bonde · b2 vit bonde · f2 vit bonde · g2 vit bonde · h2 vit bonde · a1 vit torn · d1 vit drottning · e1 vit kung · h1 vit torn | a8 svart torn · c8 svart löpare · e8 svart kung · f8 svart löpare · h8 svart torn · a7 svart bonde · b7 svart bonde · d7 svart springare · f7 svart bonde · g7 svart bonde · c6 svart bonde · e6 svart bonde · f6 svart drottning · h6 svart bonde · c4 vit löpare · d4 vit bonde · c3 vit springare · e3 vit bonde · f3 vit springare · a2 vit bonde · b2 vit bonde · f2 vit bonde · g2 vit bonde · h2 vit bonde · a1 vit torn · d1 vit drottning · e1 vit kung · h1 vit torn | a8 svart torn · c8 svart löpare · e8 svart kung · f8 svart löpare · h8 svart torn · a7 svart bonde · b7 svart bonde · d7 svart springare · f7 svart bonde · g7 svart bonde · c6 svart bonde · e6 svart bonde · f6 svart drottning · h6 svart bonde · c4 vit löpare · d4 vit bonde · c3 vit springare · e3 vit bonde · f3 vit springare · a2 vit bonde · b2 vit bonde · f2 vit bonde · g2 vit bonde · h2 vit bonde · a1 vit torn · d1 vit drottning · e1 vit kung · h1 vit torn | a8 svart torn · c8 svart löpare · e8 svart kung · f8 svart löpare · h8 svart torn · a7 svart bonde · b7 svart bonde · d7 svart springare · f7 svart bonde · g7 svart bonde · c6 svart bonde · e6 svart bonde · f6 svart drottning · h6 svart bonde · c4 vit löpare · d4 vit bonde · c3 vit springare · e3 vit bonde · f3 vit springare · a2 vit bonde · b2 vit bonde · f2 vit bonde · g2 vit bonde · h2 vit bonde · a1 vit torn · d1 vit drottning · e1 vit kung · h1 vit torn | a8 svart torn · c8 svart löpare · e8 svart kung · f8 svart löpare · h8 svart torn · a7 svart bonde · b7 svart bonde · d7 svart springare · f7 svart bonde · g7 svart bonde · c6 svart bonde · e6 svart bonde · f6 svart drottning · h6 svart bonde · c4 vit löpare · d4 vit bonde · c3 vit springare · e3 vit bonde · f3 vit springare · a2 vit bonde · b2 vit bonde · f2 vit bonde · g2 vit bonde · h2 vit bonde · a1 vit torn · d1 vit drottning · e1 vit kung · h1 vit torn | a8 svart torn · c8 svart löpare · e8 svart kung · f8 svart löpare · h8 svart torn · a7 svart bonde · b7 svart bonde · d7 svart springare · f7 svart bonde · g7 svart bonde · c6 svart bonde · e6 svart bonde · f6 svart drottning · h6 svart bonde · c4 vit löpare · d4 vit bonde · c3 vit springare · e3 vit bonde · f3 vit springare · a2 vit bonde · b2 vit bonde · f2 vit bonde · g2 vit bonde · h2 vit bonde · a1 vit torn · d1 vit drottning · e1 vit kung · h1 vit torn | 3 |
| 2 | a8 svart torn · c8 svart löpare · e8 svart kung · f8 svart löpare · h8 svart torn · a7 svart bonde · b7 svart bonde · d7 svart springare · f7 svart bonde · g7 svart bonde · c6 svart bonde · e6 svart bonde · f6 svart drottning · h6 svart bonde · c4 vit löpare · d4 vit bonde · c3 vit springare · e3 vit bonde · f3 vit springare · a2 vit bonde · b2 vit bonde · f2 vit bonde · g2 vit bonde · h2 vit bonde · a1 vit torn · d1 vit drottning · e1 vit kung · h1 vit torn | a8 svart torn · c8 svart löpare · e8 svart kung · f8 svart löpare · h8 svart torn · a7 svart bonde · b7 svart bonde · d7 svart springare · f7 svart bonde · g7 svart bonde · c6 svart bonde · e6 svart bonde · f6 svart drottning · h6 svart bonde · c4 vit löpare · d4 vit bonde · c3 vit springare · e3 vit bonde · f3 vit springare · a2 vit bonde · b2 vit bonde · f2 vit bonde · g2 vit bonde · h2 vit bonde · a1 vit torn · d1 vit drottning · e1 vit kung · h1 vit torn | a8 svart torn · c8 svart löpare · e8 svart kung · f8 svart löpare · h8 svart torn · a7 svart bonde · b7 svart bonde · d7 svart springare · f7 svart bonde · g7 svart bonde · c6 svart bonde · e6 svart bonde · f6 svart drottning · h6 svart bonde · c4 vit löpare · d4 vit bonde · c3 vit springare · e3 vit bonde · f3 vit springare · a2 vit bonde · b2 vit bonde · f2 vit bonde · g2 vit bonde · h2 vit bonde · a1 vit torn · d1 vit drottning · e1 vit kung · h1 vit torn | a8 svart torn · c8 svart löpare · e8 svart kung · f8 svart löpare · h8 svart torn · a7 svart bonde · b7 svart bonde · d7 svart springare · f7 svart bonde · g7 svart bonde · c6 svart bonde · e6 svart bonde · f6 svart drottning · h6 svart bonde · c4 vit löpare · d4 vit bonde · c3 vit springare · e3 vit bonde · f3 vit springare · a2 vit bonde · b2 vit bonde · f2 vit bonde · g2 vit bonde · h2 vit bonde · a1 vit torn · d1 vit drottning · e1 vit kung · h1 vit torn | a8 svart torn · c8 svart löpare · e8 svart kung · f8 svart löpare · h8 svart torn · a7 svart bonde · b7 svart bonde · d7 svart springare · f7 svart bonde · g7 svart bonde · c6 svart bonde · e6 svart bonde · f6 svart drottning · h6 svart bonde · c4 vit löpare · d4 vit bonde · c3 vit springare · e3 vit bonde · f3 vit springare · a2 vit bonde · b2 vit bonde · f2 vit bonde · g2 vit bonde · h2 vit bonde · a1 vit torn · d1 vit drottning · e1 vit kung · h1 vit torn | a8 svart torn · c8 svart löpare · e8 svart kung · f8 svart löpare · h8 svart torn · a7 svart bonde · b7 svart bonde · d7 svart springare · f7 svart bonde · g7 svart bonde · c6 svart bonde · e6 svart bonde · f6 svart drottning · h6 svart bonde · c4 vit löpare · d4 vit bonde · c3 vit springare · e3 vit bonde · f3 vit springare · a2 vit bonde · b2 vit bonde · f2 vit bonde · g2 vit bonde · h2 vit bonde · a1 vit torn · d1 vit drottning · e1 vit kung · h1 vit torn | a8 svart torn · c8 svart löpare · e8 svart kung · f8 svart löpare · h8 svart torn · a7 svart bonde · b7 svart bonde · d7 svart springare · f7 svart bonde · g7 svart bonde · c6 svart bonde · e6 svart bonde · f6 svart drottning · h6 svart bonde · c4 vit löpare · d4 vit bonde · c3 vit springare · e3 vit bonde · f3 vit springare · a2 vit bonde · b2 vit bonde · f2 vit bonde · g2 vit bonde · h2 vit bonde · a1 vit torn · d1 vit drottning · e1 vit kung · h1 vit torn | a8 svart torn · c8 svart löpare · e8 svart kung · f8 svart löpare · h8 svart torn · a7 svart bonde · b7 svart bonde · d7 svart springare · f7 svart bonde · g7 svart bonde · c6 svart bonde · e6 svart bonde · f6 svart drottning · h6 svart bonde · c4 vit löpare · d4 vit bonde · c3 vit springare · e3 vit bonde · f3 vit springare · a2 vit bonde · b2 vit bonde · f2 vit bonde · g2 vit bonde · h2 vit bonde · a1 vit torn · d1 vit drottning · e1 vit kung · h1 vit torn | 2 |
| 1 | a8 svart torn · c8 svart löpare · e8 svart kung · f8 svart löpare · h8 svart torn · a7 svart bonde · b7 svart bonde · d7 svart springare · f7 svart bonde · g7 svart bonde · c6 svart bonde · e6 svart bonde · f6 svart drottning · h6 svart bonde · c4 vit löpare · d4 vit bonde · c3 vit springare · e3 vit bonde · f3 vit springare · a2 vit bonde · b2 vit bonde · f2 vit bonde · g2 vit bonde · h2 vit bonde · a1 vit torn · d1 vit drottning · e1 vit kung · h1 vit torn | a8 svart torn · c8 svart löpare · e8 svart kung · f8 svart löpare · h8 svart torn · a7 svart bonde · b7 svart bonde · d7 svart springare · f7 svart bonde · g7 svart bonde · c6 svart bonde · e6 svart bonde · f6 svart drottning · h6 svart bonde · c4 vit löpare · d4 vit bonde · c3 vit springare · e3 vit bonde · f3 vit springare · a2 vit bonde · b2 vit bonde · f2 vit bonde · g2 vit bonde · h2 vit bonde · a1 vit torn · d1 vit drottning · e1 vit kung · h1 vit torn | a8 svart torn · c8 svart löpare · e8 svart kung · f8 svart löpare · h8 svart torn · a7 svart bonde · b7 svart bonde · d7 svart springare · f7 svart bonde · g7 svart bonde · c6 svart bonde · e6 svart bonde · f6 svart drottning · h6 svart bonde · c4 vit löpare · d4 vit bonde · c3 vit springare · e3 vit bonde · f3 vit springare · a2 vit bonde · b2 vit bonde · f2 vit bonde · g2 vit bonde · h2 vit bonde · a1 vit torn · d1 vit drottning · e1 vit kung · h1 vit torn | a8 svart torn · c8 svart löpare · e8 svart kung · f8 svart löpare · h8 svart torn · a7 svart bonde · b7 svart bonde · d7 svart springare · f7 svart bonde · g7 svart bonde · c6 svart bonde · e6 svart bonde · f6 svart drottning · h6 svart bonde · c4 vit löpare · d4 vit bonde · c3 vit springare · e3 vit bonde · f3 vit springare · a2 vit bonde · b2 vit bonde · f2 vit bonde · g2 vit bonde · h2 vit bonde · a1 vit torn · d1 vit drottning · e1 vit kung · h1 vit torn | a8 svart torn · c8 svart löpare · e8 svart kung · f8 svart löpare · h8 svart torn · a7 svart bonde · b7 svart bonde · d7 svart springare · f7 svart bonde · g7 svart bonde · c6 svart bonde · e6 svart bonde · f6 svart drottning · h6 svart bonde · c4 vit löpare · d4 vit bonde · c3 vit springare · e3 vit bonde · f3 vit springare · a2 vit bonde · b2 vit bonde · f2 vit bonde · g2 vit bonde · h2 vit bonde · a1 vit torn · d1 vit drottning · e1 vit kung · h1 vit torn | a8 svart torn · c8 svart löpare · e8 svart kung · f8 svart löpare · h8 svart torn · a7 svart bonde · b7 svart bonde · d7 svart springare · f7 svart bonde · g7 svart bonde · c6 svart bonde · e6 svart bonde · f6 svart drottning · h6 svart bonde · c4 vit löpare · d4 vit bonde · c3 vit springare · e3 vit bonde · f3 vit springare · a2 vit bonde · b2 vit bonde · f2 vit bonde · g2 vit bonde · h2 vit bonde · a1 vit torn · d1 vit drottning · e1 vit kung · h1 vit torn | a8 svart torn · c8 svart löpare · e8 svart kung · f8 svart löpare · h8 svart torn · a7 svart bonde · b7 svart bonde · d7 svart springare · f7 svart bonde · g7 svart bonde · c6 svart bonde · e6 svart bonde · f6 svart drottning · h6 svart bonde · c4 vit löpare · d4 vit bonde · c3 vit springare · e3 vit bonde · f3 vit springare · a2 vit bonde · b2 vit bonde · f2 vit bonde · g2 vit bonde · h2 vit bonde · a1 vit torn · d1 vit drottning · e1 vit kung · h1 vit torn | a8 svart torn · c8 svart löpare · e8 svart kung · f8 svart löpare · h8 svart torn · a7 svart bonde · b7 svart bonde · d7 svart springare · f7 svart bonde · g7 svart bonde · c6 svart bonde · e6 svart bonde · f6 svart drottning · h6 svart bonde · c4 vit löpare · d4 vit bonde · c3 vit springare · e3 vit bonde · f3 vit springare · a2 vit bonde · b2 vit bonde · f2 vit bonde · g2 vit bonde · h2 vit bonde · a1 vit torn · d1 vit drottning · e1 vit kung · h1 vit torn | 1 |
|   | a | b | c | d | e | f | g | h |   |

I Moskvavarianten ger vit upp löparparet men får ett utvecklingsförsprång. Huvudfortsättningen är:
5...h6 6.Lxf6 Dxf6 7.e3 Sd7 8.Ld3 dxc4 9.Lxc4 (se diagram) 9...g6 10.0–0 Lg7.
Efter 5...h6 kan vit också kan fortsätta att spela en gambit (anti-Moskvavarianten) med 6.Lh4 dxc4 7.e4 g5 8.Lg3 b5 9.Le2 Lb7 med oklart spel.

#### Botvinnikvarianten (5...dxc4)
|   | a | b | c | d | e | f | g | h |   |
| 8 | a8 svart torn · c8 svart löpare · d8 svart drottning · e8 svart kung · f8 svart löpare · h8 svart torn · a7 svart bonde · d7 svart springare · f7 svart bonde · c6 svart bonde · e6 svart bonde · f6 svart springare · b5 svart bonde · e5 vit bonde · g5 vit löpare · c4 svart bonde · d4 vit bonde · c3 vit springare · a2 vit bonde · b2 vit bonde · f2 vit bonde · g2 vit bonde · h2 vit bonde · a1 vit torn · d1 vit drottning · e1 vit kung · f1 vit löpare · h1 vit torn | a8 svart torn · c8 svart löpare · d8 svart drottning · e8 svart kung · f8 svart löpare · h8 svart torn · a7 svart bonde · d7 svart springare · f7 svart bonde · c6 svart bonde · e6 svart bonde · f6 svart springare · b5 svart bonde · e5 vit bonde · g5 vit löpare · c4 svart bonde · d4 vit bonde · c3 vit springare · a2 vit bonde · b2 vit bonde · f2 vit bonde · g2 vit bonde · h2 vit bonde · a1 vit torn · d1 vit drottning · e1 vit kung · f1 vit löpare · h1 vit torn | a8 svart torn · c8 svart löpare · d8 svart drottning · e8 svart kung · f8 svart löpare · h8 svart torn · a7 svart bonde · d7 svart springare · f7 svart bonde · c6 svart bonde · e6 svart bonde · f6 svart springare · b5 svart bonde · e5 vit bonde · g5 vit löpare · c4 svart bonde · d4 vit bonde · c3 vit springare · a2 vit bonde · b2 vit bonde · f2 vit bonde · g2 vit bonde · h2 vit bonde · a1 vit torn · d1 vit drottning · e1 vit kung · f1 vit löpare · h1 vit torn | a8 svart torn · c8 svart löpare · d8 svart drottning · e8 svart kung · f8 svart löpare · h8 svart torn · a7 svart bonde · d7 svart springare · f7 svart bonde · c6 svart bonde · e6 svart bonde · f6 svart springare · b5 svart bonde · e5 vit bonde · g5 vit löpare · c4 svart bonde · d4 vit bonde · c3 vit springare · a2 vit bonde · b2 vit bonde · f2 vit bonde · g2 vit bonde · h2 vit bonde · a1 vit torn · d1 vit drottning · e1 vit kung · f1 vit löpare · h1 vit torn | a8 svart torn · c8 svart löpare · d8 svart drottning · e8 svart kung · f8 svart löpare · h8 svart torn · a7 svart bonde · d7 svart springare · f7 svart bonde · c6 svart bonde · e6 svart bonde · f6 svart springare · b5 svart bonde · e5 vit bonde · g5 vit löpare · c4 svart bonde · d4 vit bonde · c3 vit springare · a2 vit bonde · b2 vit bonde · f2 vit bonde · g2 vit bonde · h2 vit bonde · a1 vit torn · d1 vit drottning · e1 vit kung · f1 vit löpare · h1 vit torn | a8 svart torn · c8 svart löpare · d8 svart drottning · e8 svart kung · f8 svart löpare · h8 svart torn · a7 svart bonde · d7 svart springare · f7 svart bonde · c6 svart bonde · e6 svart bonde · f6 svart springare · b5 svart bonde · e5 vit bonde · g5 vit löpare · c4 svart bonde · d4 vit bonde · c3 vit springare · a2 vit bonde · b2 vit bonde · f2 vit bonde · g2 vit bonde · h2 vit bonde · a1 vit torn · d1 vit drottning · e1 vit kung · f1 vit löpare · h1 vit torn | a8 svart torn · c8 svart löpare · d8 svart drottning · e8 svart kung · f8 svart löpare · h8 svart torn · a7 svart bonde · d7 svart springare · f7 svart bonde · c6 svart bonde · e6 svart bonde · f6 svart springare · b5 svart bonde · e5 vit bonde · g5 vit löpare · c4 svart bonde · d4 vit bonde · c3 vit springare · a2 vit bonde · b2 vit bonde · f2 vit bonde · g2 vit bonde · h2 vit bonde · a1 vit torn · d1 vit drottning · e1 vit kung · f1 vit löpare · h1 vit torn | a8 svart torn · c8 svart löpare · d8 svart drottning · e8 svart kung · f8 svart löpare · h8 svart torn · a7 svart bonde · d7 svart springare · f7 svart bonde · c6 svart bonde · e6 svart bonde · f6 svart springare · b5 svart bonde · e5 vit bonde · g5 vit löpare · c4 svart bonde · d4 vit bonde · c3 vit springare · a2 vit bonde · b2 vit bonde · f2 vit bonde · g2 vit bonde · h2 vit bonde · a1 vit torn · d1 vit drottning · e1 vit kung · f1 vit löpare · h1 vit torn | 8 |
| 7 | a8 svart torn · c8 svart löpare · d8 svart drottning · e8 svart kung · f8 svart löpare · h8 svart torn · a7 svart bonde · d7 svart springare · f7 svart bonde · c6 svart bonde · e6 svart bonde · f6 svart springare · b5 svart bonde · e5 vit bonde · g5 vit löpare · c4 svart bonde · d4 vit bonde · c3 vit springare · a2 vit bonde · b2 vit bonde · f2 vit bonde · g2 vit bonde · h2 vit bonde · a1 vit torn · d1 vit drottning · e1 vit kung · f1 vit löpare · h1 vit torn | a8 svart torn · c8 svart löpare · d8 svart drottning · e8 svart kung · f8 svart löpare · h8 svart torn · a7 svart bonde · d7 svart springare · f7 svart bonde · c6 svart bonde · e6 svart bonde · f6 svart springare · b5 svart bonde · e5 vit bonde · g5 vit löpare · c4 svart bonde · d4 vit bonde · c3 vit springare · a2 vit bonde · b2 vit bonde · f2 vit bonde · g2 vit bonde · h2 vit bonde · a1 vit torn · d1 vit drottning · e1 vit kung · f1 vit löpare · h1 vit torn | a8 svart torn · c8 svart löpare · d8 svart drottning · e8 svart kung · f8 svart löpare · h8 svart torn · a7 svart bonde · d7 svart springare · f7 svart bonde · c6 svart bonde · e6 svart bonde · f6 svart springare · b5 svart bonde · e5 vit bonde · g5 vit löpare · c4 svart bonde · d4 vit bonde · c3 vit springare · a2 vit bonde · b2 vit bonde · f2 vit bonde · g2 vit bonde · h2 vit bonde · a1 vit torn · d1 vit drottning · e1 vit kung · f1 vit löpare · h1 vit torn | a8 svart torn · c8 svart löpare · d8 svart drottning · e8 svart kung · f8 svart löpare · h8 svart torn · a7 svart bonde · d7 svart springare · f7 svart bonde · c6 svart bonde · e6 svart bonde · f6 svart springare · b5 svart bonde · e5 vit bonde · g5 vit löpare · c4 svart bonde · d4 vit bonde · c3 vit springare · a2 vit bonde · b2 vit bonde · f2 vit bonde · g2 vit bonde · h2 vit bonde · a1 vit torn · d1 vit drottning · e1 vit kung · f1 vit löpare · h1 vit torn | a8 svart torn · c8 svart löpare · d8 svart drottning · e8 svart kung · f8 svart löpare · h8 svart torn · a7 svart bonde · d7 svart springare · f7 svart bonde · c6 svart bonde · e6 svart bonde · f6 svart springare · b5 svart bonde · e5 vit bonde · g5 vit löpare · c4 svart bonde · d4 vit bonde · c3 vit springare · a2 vit bonde · b2 vit bonde · f2 vit bonde · g2 vit bonde · h2 vit bonde · a1 vit torn · d1 vit drottning · e1 vit kung · f1 vit löpare · h1 vit torn | a8 svart torn · c8 svart löpare · d8 svart drottning · e8 svart kung · f8 svart löpare · h8 svart torn · a7 svart bonde · d7 svart springare · f7 svart bonde · c6 svart bonde · e6 svart bonde · f6 svart springare · b5 svart bonde · e5 vit bonde · g5 vit löpare · c4 svart bonde · d4 vit bonde · c3 vit springare · a2 vit bonde · b2 vit bonde · f2 vit bonde · g2 vit bonde · h2 vit bonde · a1 vit torn · d1 vit drottning · e1 vit kung · f1 vit löpare · h1 vit torn | a8 svart torn · c8 svart löpare · d8 svart drottning · e8 svart kung · f8 svart löpare · h8 svart torn · a7 svart bonde · d7 svart springare · f7 svart bonde · c6 svart bonde · e6 svart bonde · f6 svart springare · b5 svart bonde · e5 vit bonde · g5 vit löpare · c4 svart bonde · d4 vit bonde · c3 vit springare · a2 vit bonde · b2 vit bonde · f2 vit bonde · g2 vit bonde · h2 vit bonde · a1 vit torn · d1 vit drottning · e1 vit kung · f1 vit löpare · h1 vit torn | a8 svart torn · c8 svart löpare · d8 svart drottning · e8 svart kung · f8 svart löpare · h8 svart torn · a7 svart bonde · d7 svart springare · f7 svart bonde · c6 svart bonde · e6 svart bonde · f6 svart springare · b5 svart bonde · e5 vit bonde · g5 vit löpare · c4 svart bonde · d4 vit bonde · c3 vit springare · a2 vit bonde · b2 vit bonde · f2 vit bonde · g2 vit bonde · h2 vit bonde · a1 vit torn · d1 vit drottning · e1 vit kung · f1 vit löpare · h1 vit torn | 7 |
| 6 | a8 svart torn · c8 svart löpare · d8 svart drottning · e8 svart kung · f8 svart löpare · h8 svart torn · a7 svart bonde · d7 svart springare · f7 svart bonde · c6 svart bonde · e6 svart bonde · f6 svart springare · b5 svart bonde · e5 vit bonde · g5 vit löpare · c4 svart bonde · d4 vit bonde · c3 vit springare · a2 vit bonde · b2 vit bonde · f2 vit bonde · g2 vit bonde · h2 vit bonde · a1 vit torn · d1 vit drottning · e1 vit kung · f1 vit löpare · h1 vit torn | a8 svart torn · c8 svart löpare · d8 svart drottning · e8 svart kung · f8 svart löpare · h8 svart torn · a7 svart bonde · d7 svart springare · f7 svart bonde · c6 svart bonde · e6 svart bonde · f6 svart springare · b5 svart bonde · e5 vit bonde · g5 vit löpare · c4 svart bonde · d4 vit bonde · c3 vit springare · a2 vit bonde · b2 vit bonde · f2 vit bonde · g2 vit bonde · h2 vit bonde · a1 vit torn · d1 vit drottning · e1 vit kung · f1 vit löpare · h1 vit torn | a8 svart torn · c8 svart löpare · d8 svart drottning · e8 svart kung · f8 svart löpare · h8 svart torn · a7 svart bonde · d7 svart springare · f7 svart bonde · c6 svart bonde · e6 svart bonde · f6 svart springare · b5 svart bonde · e5 vit bonde · g5 vit löpare · c4 svart bonde · d4 vit bonde · c3 vit springare · a2 vit bonde · b2 vit bonde · f2 vit bonde · g2 vit bonde · h2 vit bonde · a1 vit torn · d1 vit drottning · e1 vit kung · f1 vit löpare · h1 vit torn | a8 svart torn · c8 svart löpare · d8 svart drottning · e8 svart kung · f8 svart löpare · h8 svart torn · a7 svart bonde · d7 svart springare · f7 svart bonde · c6 svart bonde · e6 svart bonde · f6 svart springare · b5 svart bonde · e5 vit bonde · g5 vit löpare · c4 svart bonde · d4 vit bonde · c3 vit springare · a2 vit bonde · b2 vit bonde · f2 vit bonde · g2 vit bonde · h2 vit bonde · a1 vit torn · d1 vit drottning · e1 vit kung · f1 vit löpare · h1 vit torn | a8 svart torn · c8 svart löpare · d8 svart drottning · e8 svart kung · f8 svart löpare · h8 svart torn · a7 svart bonde · d7 svart springare · f7 svart bonde · c6 svart bonde · e6 svart bonde · f6 svart springare · b5 svart bonde · e5 vit bonde · g5 vit löpare · c4 svart bonde · d4 vit bonde · c3 vit springare · a2 vit bonde · b2 vit bonde · f2 vit bonde · g2 vit bonde · h2 vit bonde · a1 vit torn · d1 vit drottning · e1 vit kung · f1 vit löpare · h1 vit torn | a8 svart torn · c8 svart löpare · d8 svart drottning · e8 svart kung · f8 svart löpare · h8 svart torn · a7 svart bonde · d7 svart springare · f7 svart bonde · c6 svart bonde · e6 svart bonde · f6 svart springare · b5 svart bonde · e5 vit bonde · g5 vit löpare · c4 svart bonde · d4 vit bonde · c3 vit springare · a2 vit bonde · b2 vit bonde · f2 vit bonde · g2 vit bonde · h2 vit bonde · a1 vit torn · d1 vit drottning · e1 vit kung · f1 vit löpare · h1 vit torn | a8 svart torn · c8 svart löpare · d8 svart drottning · e8 svart kung · f8 svart löpare · h8 svart torn · a7 svart bonde · d7 svart springare · f7 svart bonde · c6 svart bonde · e6 svart bonde · f6 svart springare · b5 svart bonde · e5 vit bonde · g5 vit löpare · c4 svart bonde · d4 vit bonde · c3 vit springare · a2 vit bonde · b2 vit bonde · f2 vit bonde · g2 vit bonde · h2 vit bonde · a1 vit torn · d1 vit drottning · e1 vit kung · f1 vit löpare · h1 vit torn | a8 svart torn · c8 svart löpare · d8 svart drottning · e8 svart kung · f8 svart löpare · h8 svart torn · a7 svart bonde · d7 svart springare · f7 svart bonde · c6 svart bonde · e6 svart bonde · f6 svart springare · b5 svart bonde · e5 vit bonde · g5 vit löpare · c4 svart bonde · d4 vit bonde · c3 vit springare · a2 vit bonde · b2 vit bonde · f2 vit bonde · g2 vit bonde · h2 vit bonde · a1 vit torn · d1 vit drottning · e1 vit kung · f1 vit löpare · h1 vit torn | 6 |
| 5 | a8 svart torn · c8 svart löpare · d8 svart drottning · e8 svart kung · f8 svart löpare · h8 svart torn · a7 svart bonde · d7 svart springare · f7 svart bonde · c6 svart bonde · e6 svart bonde · f6 svart springare · b5 svart bonde · e5 vit bonde · g5 vit löpare · c4 svart bonde · d4 vit bonde · c3 vit springare · a2 vit bonde · b2 vit bonde · f2 vit bonde · g2 vit bonde · h2 vit bonde · a1 vit torn · d1 vit drottning · e1 vit kung · f1 vit löpare · h1 vit torn | a8 svart torn · c8 svart löpare · d8 svart drottning · e8 svart kung · f8 svart löpare · h8 svart torn · a7 svart bonde · d7 svart springare · f7 svart bonde · c6 svart bonde · e6 svart bonde · f6 svart springare · b5 svart bonde · e5 vit bonde · g5 vit löpare · c4 svart bonde · d4 vit bonde · c3 vit springare · a2 vit bonde · b2 vit bonde · f2 vit bonde · g2 vit bonde · h2 vit bonde · a1 vit torn · d1 vit drottning · e1 vit kung · f1 vit löpare · h1 vit torn | a8 svart torn · c8 svart löpare · d8 svart drottning · e8 svart kung · f8 svart löpare · h8 svart torn · a7 svart bonde · d7 svart springare · f7 svart bonde · c6 svart bonde · e6 svart bonde · f6 svart springare · b5 svart bonde · e5 vit bonde · g5 vit löpare · c4 svart bonde · d4 vit bonde · c3 vit springare · a2 vit bonde · b2 vit bonde · f2 vit bonde · g2 vit bonde · h2 vit bonde · a1 vit torn · d1 vit drottning · e1 vit kung · f1 vit löpare · h1 vit torn | a8 svart torn · c8 svart löpare · d8 svart drottning · e8 svart kung · f8 svart löpare · h8 svart torn · a7 svart bonde · d7 svart springare · f7 svart bonde · c6 svart bonde · e6 svart bonde · f6 svart springare · b5 svart bonde · e5 vit bonde · g5 vit löpare · c4 svart bonde · d4 vit bonde · c3 vit springare · a2 vit bonde · b2 vit bonde · f2 vit bonde · g2 vit bonde · h2 vit bonde · a1 vit torn · d1 vit drottning · e1 vit kung · f1 vit löpare · h1 vit torn | a8 svart torn · c8 svart löpare · d8 svart drottning · e8 svart kung · f8 svart löpare · h8 svart torn · a7 svart bonde · d7 svart springare · f7 svart bonde · c6 svart bonde · e6 svart bonde · f6 svart springare · b5 svart bonde · e5 vit bonde · g5 vit löpare · c4 svart bonde · d4 vit bonde · c3 vit springare · a2 vit bonde · b2 vit bonde · f2 vit bonde · g2 vit bonde · h2 vit bonde · a1 vit torn · d1 vit drottning · e1 vit kung · f1 vit löpare · h1 vit torn | a8 svart torn · c8 svart löpare · d8 svart drottning · e8 svart kung · f8 svart löpare · h8 svart torn · a7 svart bonde · d7 svart springare · f7 svart bonde · c6 svart bonde · e6 svart bonde · f6 svart springare · b5 svart bonde · e5 vit bonde · g5 vit löpare · c4 svart bonde · d4 vit bonde · c3 vit springare · a2 vit bonde · b2 vit bonde · f2 vit bonde · g2 vit bonde · h2 vit bonde · a1 vit torn · d1 vit drottning · e1 vit kung · f1 vit löpare · h1 vit torn | a8 svart torn · c8 svart löpare · d8 svart drottning · e8 svart kung · f8 svart löpare · h8 svart torn · a7 svart bonde · d7 svart springare · f7 svart bonde · c6 svart bonde · e6 svart bonde · f6 svart springare · b5 svart bonde · e5 vit bonde · g5 vit löpare · c4 svart bonde · d4 vit bonde · c3 vit springare · a2 vit bonde · b2 vit bonde · f2 vit bonde · g2 vit bonde · h2 vit bonde · a1 vit torn · d1 vit drottning · e1 vit kung · f1 vit löpare · h1 vit torn | a8 svart torn · c8 svart löpare · d8 svart drottning · e8 svart kung · f8 svart löpare · h8 svart torn · a7 svart bonde · d7 svart springare · f7 svart bonde · c6 svart bonde · e6 svart bonde · f6 svart springare · b5 svart bonde · e5 vit bonde · g5 vit löpare · c4 svart bonde · d4 vit bonde · c3 vit springare · a2 vit bonde · b2 vit bonde · f2 vit bonde · g2 vit bonde · h2 vit bonde · a1 vit torn · d1 vit drottning · e1 vit kung · f1 vit löpare · h1 vit torn | 5 |
| 4 | a8 svart torn · c8 svart löpare · d8 svart drottning · e8 svart kung · f8 svart löpare · h8 svart torn · a7 svart bonde · d7 svart springare · f7 svart bonde · c6 svart bonde · e6 svart bonde · f6 svart springare · b5 svart bonde · e5 vit bonde · g5 vit löpare · c4 svart bonde · d4 vit bonde · c3 vit springare · a2 vit bonde · b2 vit bonde · f2 vit bonde · g2 vit bonde · h2 vit bonde · a1 vit torn · d1 vit drottning · e1 vit kung · f1 vit löpare · h1 vit torn | a8 svart torn · c8 svart löpare · d8 svart drottning · e8 svart kung · f8 svart löpare · h8 svart torn · a7 svart bonde · d7 svart springare · f7 svart bonde · c6 svart bonde · e6 svart bonde · f6 svart springare · b5 svart bonde · e5 vit bonde · g5 vit löpare · c4 svart bonde · d4 vit bonde · c3 vit springare · a2 vit bonde · b2 vit bonde · f2 vit bonde · g2 vit bonde · h2 vit bonde · a1 vit torn · d1 vit drottning · e1 vit kung · f1 vit löpare · h1 vit torn | a8 svart torn · c8 svart löpare · d8 svart drottning · e8 svart kung · f8 svart löpare · h8 svart torn · a7 svart bonde · d7 svart springare · f7 svart bonde · c6 svart bonde · e6 svart bonde · f6 svart springare · b5 svart bonde · e5 vit bonde · g5 vit löpare · c4 svart bonde · d4 vit bonde · c3 vit springare · a2 vit bonde · b2 vit bonde · f2 vit bonde · g2 vit bonde · h2 vit bonde · a1 vit torn · d1 vit drottning · e1 vit kung · f1 vit löpare · h1 vit torn | a8 svart torn · c8 svart löpare · d8 svart drottning · e8 svart kung · f8 svart löpare · h8 svart torn · a7 svart bonde · d7 svart springare · f7 svart bonde · c6 svart bonde · e6 svart bonde · f6 svart springare · b5 svart bonde · e5 vit bonde · g5 vit löpare · c4 svart bonde · d4 vit bonde · c3 vit springare · a2 vit bonde · b2 vit bonde · f2 vit bonde · g2 vit bonde · h2 vit bonde · a1 vit torn · d1 vit drottning · e1 vit kung · f1 vit löpare · h1 vit torn | a8 svart torn · c8 svart löpare · d8 svart drottning · e8 svart kung · f8 svart löpare · h8 svart torn · a7 svart bonde · d7 svart springare · f7 svart bonde · c6 svart bonde · e6 svart bonde · f6 svart springare · b5 svart bonde · e5 vit bonde · g5 vit löpare · c4 svart bonde · d4 vit bonde · c3 vit springare · a2 vit bonde · b2 vit bonde · f2 vit bonde · g2 vit bonde · h2 vit bonde · a1 vit torn · d1 vit drottning · e1 vit kung · f1 vit löpare · h1 vit torn | a8 svart torn · c8 svart löpare · d8 svart drottning · e8 svart kung · f8 svart löpare · h8 svart torn · a7 svart bonde · d7 svart springare · f7 svart bonde · c6 svart bonde · e6 svart bonde · f6 svart springare · b5 svart bonde · e5 vit bonde · g5 vit löpare · c4 svart bonde · d4 vit bonde · c3 vit springare · a2 vit bonde · b2 vit bonde · f2 vit bonde · g2 vit bonde · h2 vit bonde · a1 vit torn · d1 vit drottning · e1 vit kung · f1 vit löpare · h1 vit torn | a8 svart torn · c8 svart löpare · d8 svart drottning · e8 svart kung · f8 svart löpare · h8 svart torn · a7 svart bonde · d7 svart springare · f7 svart bonde · c6 svart bonde · e6 svart bonde · f6 svart springare · b5 svart bonde · e5 vit bonde · g5 vit löpare · c4 svart bonde · d4 vit bonde · c3 vit springare · a2 vit bonde · b2 vit bonde · f2 vit bonde · g2 vit bonde · h2 vit bonde · a1 vit torn · d1 vit drottning · e1 vit kung · f1 vit löpare · h1 vit torn | a8 svart torn · c8 svart löpare · d8 svart drottning · e8 svart kung · f8 svart löpare · h8 svart torn · a7 svart bonde · d7 svart springare · f7 svart bonde · c6 svart bonde · e6 svart bonde · f6 svart springare · b5 svart bonde · e5 vit bonde · g5 vit löpare · c4 svart bonde · d4 vit bonde · c3 vit springare · a2 vit bonde · b2 vit bonde · f2 vit bonde · g2 vit bonde · h2 vit bonde · a1 vit torn · d1 vit drottning · e1 vit kung · f1 vit löpare · h1 vit torn | 4 |
| 3 | a8 svart torn · c8 svart löpare · d8 svart drottning · e8 svart kung · f8 svart löpare · h8 svart torn · a7 svart bonde · d7 svart springare · f7 svart bonde · c6 svart bonde · e6 svart bonde · f6 svart springare · b5 svart bonde · e5 vit bonde · g5 vit löpare · c4 svart bonde · d4 vit bonde · c3 vit springare · a2 vit bonde · b2 vit bonde · f2 vit bonde · g2 vit bonde · h2 vit bonde · a1 vit torn · d1 vit drottning · e1 vit kung · f1 vit löpare · h1 vit torn | a8 svart torn · c8 svart löpare · d8 svart drottning · e8 svart kung · f8 svart löpare · h8 svart torn · a7 svart bonde · d7 svart springare · f7 svart bonde · c6 svart bonde · e6 svart bonde · f6 svart springare · b5 svart bonde · e5 vit bonde · g5 vit löpare · c4 svart bonde · d4 vit bonde · c3 vit springare · a2 vit bonde · b2 vit bonde · f2 vit bonde · g2 vit bonde · h2 vit bonde · a1 vit torn · d1 vit drottning · e1 vit kung · f1 vit löpare · h1 vit torn | a8 svart torn · c8 svart löpare · d8 svart drottning · e8 svart kung · f8 svart löpare · h8 svart torn · a7 svart bonde · d7 svart springare · f7 svart bonde · c6 svart bonde · e6 svart bonde · f6 svart springare · b5 svart bonde · e5 vit bonde · g5 vit löpare · c4 svart bonde · d4 vit bonde · c3 vit springare · a2 vit bonde · b2 vit bonde · f2 vit bonde · g2 vit bonde · h2 vit bonde · a1 vit torn · d1 vit drottning · e1 vit kung · f1 vit löpare · h1 vit torn | a8 svart torn · c8 svart löpare · d8 svart drottning · e8 svart kung · f8 svart löpare · h8 svart torn · a7 svart bonde · d7 svart springare · f7 svart bonde · c6 svart bonde · e6 svart bonde · f6 svart springare · b5 svart bonde · e5 vit bonde · g5 vit löpare · c4 svart bonde · d4 vit bonde · c3 vit springare · a2 vit bonde · b2 vit bonde · f2 vit bonde · g2 vit bonde · h2 vit bonde · a1 vit torn · d1 vit drottning · e1 vit kung · f1 vit löpare · h1 vit torn | a8 svart torn · c8 svart löpare · d8 svart drottning · e8 svart kung · f8 svart löpare · h8 svart torn · a7 svart bonde · d7 svart springare · f7 svart bonde · c6 svart bonde · e6 svart bonde · f6 svart springare · b5 svart bonde · e5 vit bonde · g5 vit löpare · c4 svart bonde · d4 vit bonde · c3 vit springare · a2 vit bonde · b2 vit bonde · f2 vit bonde · g2 vit bonde · h2 vit bonde · a1 vit torn · d1 vit drottning · e1 vit kung · f1 vit löpare · h1 vit torn | a8 svart torn · c8 svart löpare · d8 svart drottning · e8 svart kung · f8 svart löpare · h8 svart torn · a7 svart bonde · d7 svart springare · f7 svart bonde · c6 svart bonde · e6 svart bonde · f6 svart springare · b5 svart bonde · e5 vit bonde · g5 vit löpare · c4 svart bonde · d4 vit bonde · c3 vit springare · a2 vit bonde · b2 vit bonde · f2 vit bonde · g2 vit bonde · h2 vit bonde · a1 vit torn · d1 vit drottning · e1 vit kung · f1 vit löpare · h1 vit torn | a8 svart torn · c8 svart löpare · d8 svart drottning · e8 svart kung · f8 svart löpare · h8 svart torn · a7 svart bonde · d7 svart springare · f7 svart bonde · c6 svart bonde · e6 svart bonde · f6 svart springare · b5 svart bonde · e5 vit bonde · g5 vit löpare · c4 svart bonde · d4 vit bonde · c3 vit springare · a2 vit bonde · b2 vit bonde · f2 vit bonde · g2 vit bonde · h2 vit bonde · a1 vit torn · d1 vit drottning · e1 vit kung · f1 vit löpare · h1 vit torn | a8 svart torn · c8 svart löpare · d8 svart drottning · e8 svart kung · f8 svart löpare · h8 svart torn · a7 svart bonde · d7 svart springare · f7 svart bonde · c6 svart bonde · e6 svart bonde · f6 svart springare · b5 svart bonde · e5 vit bonde · g5 vit löpare · c4 svart bonde · d4 vit bonde · c3 vit springare · a2 vit bonde · b2 vit bonde · f2 vit bonde · g2 vit bonde · h2 vit bonde · a1 vit torn · d1 vit drottning · e1 vit kung · f1 vit löpare · h1 vit torn | 3 |
| 2 | a8 svart torn · c8 svart löpare · d8 svart drottning · e8 svart kung · f8 svart löpare · h8 svart torn · a7 svart bonde · d7 svart springare · f7 svart bonde · c6 svart bonde · e6 svart bonde · f6 svart springare · b5 svart bonde · e5 vit bonde · g5 vit löpare · c4 svart bonde · d4 vit bonde · c3 vit springare · a2 vit bonde · b2 vit bonde · f2 vit bonde · g2 vit bonde · h2 vit bonde · a1 vit torn · d1 vit drottning · e1 vit kung · f1 vit löpare · h1 vit torn | a8 svart torn · c8 svart löpare · d8 svart drottning · e8 svart kung · f8 svart löpare · h8 svart torn · a7 svart bonde · d7 svart springare · f7 svart bonde · c6 svart bonde · e6 svart bonde · f6 svart springare · b5 svart bonde · e5 vit bonde · g5 vit löpare · c4 svart bonde · d4 vit bonde · c3 vit springare · a2 vit bonde · b2 vit bonde · f2 vit bonde · g2 vit bonde · h2 vit bonde · a1 vit torn · d1 vit drottning · e1 vit kung · f1 vit löpare · h1 vit torn | a8 svart torn · c8 svart löpare · d8 svart drottning · e8 svart kung · f8 svart löpare · h8 svart torn · a7 svart bonde · d7 svart springare · f7 svart bonde · c6 svart bonde · e6 svart bonde · f6 svart springare · b5 svart bonde · e5 vit bonde · g5 vit löpare · c4 svart bonde · d4 vit bonde · c3 vit springare · a2 vit bonde · b2 vit bonde · f2 vit bonde · g2 vit bonde · h2 vit bonde · a1 vit torn · d1 vit drottning · e1 vit kung · f1 vit löpare · h1 vit torn | a8 svart torn · c8 svart löpare · d8 svart drottning · e8 svart kung · f8 svart löpare · h8 svart torn · a7 svart bonde · d7 svart springare · f7 svart bonde · c6 svart bonde · e6 svart bonde · f6 svart springare · b5 svart bonde · e5 vit bonde · g5 vit löpare · c4 svart bonde · d4 vit bonde · c3 vit springare · a2 vit bonde · b2 vit bonde · f2 vit bonde · g2 vit bonde · h2 vit bonde · a1 vit torn · d1 vit drottning · e1 vit kung · f1 vit löpare · h1 vit torn | a8 svart torn · c8 svart löpare · d8 svart drottning · e8 svart kung · f8 svart löpare · h8 svart torn · a7 svart bonde · d7 svart springare · f7 svart bonde · c6 svart bonde · e6 svart bonde · f6 svart springare · b5 svart bonde · e5 vit bonde · g5 vit löpare · c4 svart bonde · d4 vit bonde · c3 vit springare · a2 vit bonde · b2 vit bonde · f2 vit bonde · g2 vit bonde · h2 vit bonde · a1 vit torn · d1 vit drottning · e1 vit kung · f1 vit löpare · h1 vit torn | a8 svart torn · c8 svart löpare · d8 svart drottning · e8 svart kung · f8 svart löpare · h8 svart torn · a7 svart bonde · d7 svart springare · f7 svart bonde · c6 svart bonde · e6 svart bonde · f6 svart springare · b5 svart bonde · e5 vit bonde · g5 vit löpare · c4 svart bonde · d4 vit bonde · c3 vit springare · a2 vit bonde · b2 vit bonde · f2 vit bonde · g2 vit bonde · h2 vit bonde · a1 vit torn · d1 vit drottning · e1 vit kung · f1 vit löpare · h1 vit torn | a8 svart torn · c8 svart löpare · d8 svart drottning · e8 svart kung · f8 svart löpare · h8 svart torn · a7 svart bonde · d7 svart springare · f7 svart bonde · c6 svart bonde · e6 svart bonde · f6 svart springare · b5 svart bonde · e5 vit bonde · g5 vit löpare · c4 svart bonde · d4 vit bonde · c3 vit springare · a2 vit bonde · b2 vit bonde · f2 vit bonde · g2 vit bonde · h2 vit bonde · a1 vit torn · d1 vit drottning · e1 vit kung · f1 vit löpare · h1 vit torn | a8 svart torn · c8 svart löpare · d8 svart drottning · e8 svart kung · f8 svart löpare · h8 svart torn · a7 svart bonde · d7 svart springare · f7 svart bonde · c6 svart bonde · e6 svart bonde · f6 svart springare · b5 svart bonde · e5 vit bonde · g5 vit löpare · c4 svart bonde · d4 vit bonde · c3 vit springare · a2 vit bonde · b2 vit bonde · f2 vit bonde · g2 vit bonde · h2 vit bonde · a1 vit torn · d1 vit drottning · e1 vit kung · f1 vit löpare · h1 vit torn | 2 |
| 1 | a8 svart torn · c8 svart löpare · d8 svart drottning · e8 svart kung · f8 svart löpare · h8 svart torn · a7 svart bonde · d7 svart springare · f7 svart bonde · c6 svart bonde · e6 svart bonde · f6 svart springare · b5 svart bonde · e5 vit bonde · g5 vit löpare · c4 svart bonde · d4 vit bonde · c3 vit springare · a2 vit bonde · b2 vit bonde · f2 vit bonde · g2 vit bonde · h2 vit bonde · a1 vit torn · d1 vit drottning · e1 vit kung · f1 vit löpare · h1 vit torn | a8 svart torn · c8 svart löpare · d8 svart drottning · e8 svart kung · f8 svart löpare · h8 svart torn · a7 svart bonde · d7 svart springare · f7 svart bonde · c6 svart bonde · e6 svart bonde · f6 svart springare · b5 svart bonde · e5 vit bonde · g5 vit löpare · c4 svart bonde · d4 vit bonde · c3 vit springare · a2 vit bonde · b2 vit bonde · f2 vit bonde · g2 vit bonde · h2 vit bonde · a1 vit torn · d1 vit drottning · e1 vit kung · f1 vit löpare · h1 vit torn | a8 svart torn · c8 svart löpare · d8 svart drottning · e8 svart kung · f8 svart löpare · h8 svart torn · a7 svart bonde · d7 svart springare · f7 svart bonde · c6 svart bonde · e6 svart bonde · f6 svart springare · b5 svart bonde · e5 vit bonde · g5 vit löpare · c4 svart bonde · d4 vit bonde · c3 vit springare · a2 vit bonde · b2 vit bonde · f2 vit bonde · g2 vit bonde · h2 vit bonde · a1 vit torn · d1 vit drottning · e1 vit kung · f1 vit löpare · h1 vit torn | a8 svart torn · c8 svart löpare · d8 svart drottning · e8 svart kung · f8 svart löpare · h8 svart torn · a7 svart bonde · d7 svart springare · f7 svart bonde · c6 svart bonde · e6 svart bonde · f6 svart springare · b5 svart bonde · e5 vit bonde · g5 vit löpare · c4 svart bonde · d4 vit bonde · c3 vit springare · a2 vit bonde · b2 vit bonde · f2 vit bonde · g2 vit bonde · h2 vit bonde · a1 vit torn · d1 vit drottning · e1 vit kung · f1 vit löpare · h1 vit torn | a8 svart torn · c8 svart löpare · d8 svart drottning · e8 svart kung · f8 svart löpare · h8 svart torn · a7 svart bonde · d7 svart springare · f7 svart bonde · c6 svart bonde · e6 svart bonde · f6 svart springare · b5 svart bonde · e5 vit bonde · g5 vit löpare · c4 svart bonde · d4 vit bonde · c3 vit springare · a2 vit bonde · b2 vit bonde · f2 vit bonde · g2 vit bonde · h2 vit bonde · a1 vit torn · d1 vit drottning · e1 vit kung · f1 vit löpare · h1 vit torn | a8 svart torn · c8 svart löpare · d8 svart drottning · e8 svart kung · f8 svart löpare · h8 svart torn · a7 svart bonde · d7 svart springare · f7 svart bonde · c6 svart bonde · e6 svart bonde · f6 svart springare · b5 svart bonde · e5 vit bonde · g5 vit löpare · c4 svart bonde · d4 vit bonde · c3 vit springare · a2 vit bonde · b2 vit bonde · f2 vit bonde · g2 vit bonde · h2 vit bonde · a1 vit torn · d1 vit drottning · e1 vit kung · f1 vit löpare · h1 vit torn | a8 svart torn · c8 svart löpare · d8 svart drottning · e8 svart kung · f8 svart löpare · h8 svart torn · a7 svart bonde · d7 svart springare · f7 svart bonde · c6 svart bonde · e6 svart bonde · f6 svart springare · b5 svart bonde · e5 vit bonde · g5 vit löpare · c4 svart bonde · d4 vit bonde · c3 vit springare · a2 vit bonde · b2 vit bonde · f2 vit bonde · g2 vit bonde · h2 vit bonde · a1 vit torn · d1 vit drottning · e1 vit kung · f1 vit löpare · h1 vit torn | a8 svart torn · c8 svart löpare · d8 svart drottning · e8 svart kung · f8 svart löpare · h8 svart torn · a7 svart bonde · d7 svart springare · f7 svart bonde · c6 svart bonde · e6 svart bonde · f6 svart springare · b5 svart bonde · e5 vit bonde · g5 vit löpare · c4 svart bonde · d4 vit bonde · c3 vit springare · a2 vit bonde · b2 vit bonde · f2 vit bonde · g2 vit bonde · h2 vit bonde · a1 vit torn · d1 vit drottning · e1 vit kung · f1 vit löpare · h1 vit torn | 1 |
|   | a | b | c | d | e | f | g | h |   |

Botvinnikvarianten har sitt namn efter ett radioparti från 1945 mellan Arnold Denker och Michail Botvinnik. Det är en mycket komplicerad variant med omfattande teori.
5...dxc4 6.e4 b5 7.e5 h6 8.Lh4 g5 9.Sxg5 hxg5 10.Lxg5 Sbd7 (se diagram) 11.exf6 Lb7 12.g3 c5 13.d5.
Vit har vunnit en bonde men svart har bra kompensation. Vit rockerar kort och svart långt (eller inte alls) med ömsesidiga angreppschanser.

### Övriga varianter
Svart kan också avvakta med draget ...Sf6 och ställa upp sig med triangelsystemet med 1.d4 d5 2.c4 e6 3.Sc3 c6.
Det ger både vit och svart andra möjligheter.
- Vit kan spela Marshallgambit med 4.e4 som Magnus Carlsen gjorde mot Viswanathan Anand i VM-matchen 2013.[6] Den vanligaste fortsättningen är 4...dxe4 5.Sxe4 Lb4+ 6.Ld2 (Carlsen spelade 6.Sc3) 6...Dxd4 7.Lxb4 Dxe4+ 8.Le2.

- Om vit fortsätter 4.Sf3 kan svart gå in i Noteboomvarianten med 4...dxc4 där en typisk fortsättning är 5.a4 Lb4 6.e3 b5 7.Ld2 a5.

- Svart kan gå över i stonewallvarianten i holländskt parti med ...f5.